# Eleonore von Aquitanien

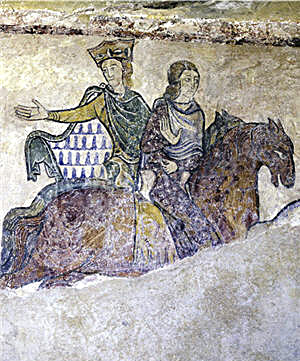
Wandgemälde aus dem späten 12. Jh., wiederentdeckt 1964. Die linke Figur stellt Eleonore dar, bei der rechten handelt es sich möglicherweise um ihre Tochter Johanna, Chapelle Sainte-Radegonde de Chinon im Tal der Loire.

Eleonore von Aquitanien (okzitanisch Aleonòr d’Aquitània, französisch Aliénor oder Éléonore d’Aquitaine; auch Éléonore de Guyenne; * um 1124 in Poitiers im Poitou, Frankreich; † 1. April 1204 ebenda) aus dem Haus Poitiers war aus eigenem Recht regierende Herzogin von Aquitanien, durch Heirat erst Königin von Frankreich (1137–1152), dann Königin von England (1154–1189) und eine der einflussreichsten Frauen des Mittelalters.
Eleonore entstammte der Dynastie der Herzöge von Aquitanien, Nachfolger karolingischer Könige von Aquitanien und Herrscher über das größte Herzogtum auf französischem Boden. Durch die Ehe Eleonores mit dem französischen Thronfolger Ludwig gelang es der französischen Krone, Territorialherrschaften wieder enger an sich zu binden, die seit der Karolingerzeit zunehmend selbständiger und autonomer geworden waren. Die Auflösung der Ehe mit Ludwig VII. gilt als eine der folgenreichsten Trennungen der Geschichte, da sie eine Entwicklung in Gang setzte, die zu einem mehr als 300 Jahre währenden Konflikt zwischen dem englischen und französischen Königreich führte. Kurz nach der Annullierung der Ehe mit dem französischen König heiratete Eleonore den jungen Heinrich Plantagenet, den Herzog von Anjou und der Normandie, der gleichzeitig Anwärter auf die englische Krone war. Zwei Jahre später wurden Heinrich und Eleonore als englische Monarchen gekrönt. Heinrichs Politik zielte auf eine Konsolidierung der im Besitz der Familie befindlichen Territorien zu einem Herrschaftsgebiet ab, das heute als angevinisches Reich bezeichnet wird. Dabei kam erneut den Territorialherrschaften, die Eleonore in die Ehe einbrachte, eine Schlüsselfunktion zu. Ihr Biograf Ralph V. Turner weist jedoch darauf hin, dass Eleonores Handlungen belegen, dass sie sich als Erbin des Throns von Aquitanien berufen und berechtigt fühlte, ihr eigenes Herzogtum zu regieren und entschlossen war zu verhindern, dass es seiner eigenen Identität beraubt und in das Reich ihres Mannes eingegliedert würde.
Die Ehe zwischen Eleonore und Heinrich war nicht zuletzt wegen Eleonores Anspruch auf eigenständige Machtausübung konfliktreich. Nachdem Eleonore sich in den Jahren 1173/1174 der Rebellion dreier ihrer Söhne gegen den Vater angeschlossen hatte, stellte Heinrich sie 15 Jahre lang unter Hausarrest. Nach dem Tode ihres Ehemannes im Jahr 1189, während der Herrschaft ihrer beiden überlebenden Söhne Richard Löwenherz und Johann Ohneland, nahm sie erneut eine bedeutende politische Rolle wahr.
Um die Person Eleonores begannen sich bereits zu ihren Lebzeiten Mythen und Legenden zu bilden. So wurde sie des Ehebruchs mit ihrem Onkel bezichtigt. Über viele Jahrhunderte galt sie als das Beispiel einer machthungrigen, intriganten Herrscherin. Dieses Bild hat sich in den letzten Jahrzehnten stark gewandelt. Nicht zuletzt nachdem sie durch den Film Der Löwe im Winter Einzug in die Populärkultur gehalten hatte, wurde sie zur Hauptfigur zahlreicher belletristischer Werke, die sie zu einer Gönnerin von Dichtern und Minnesängern stilisierten, für die die historischen Quellen aber in diesem Maße keinen Anhalt bieten. Die insgesamt dürftige Quellenlage macht es allerdings schwer, der historischen Person Eleonore gerecht zu werden. Historiker wie Ralph V. Turner sehen als Leitmotiv ihres Lebens ihren Willen, ihre Rolle als Königin wahrzunehmen, und ihre Entschlossenheit, die Integrität ihres Herzogtums Aquitanien zu wahren.

## Name
Gemäß Gottfried von Vigeois wurde Eleonore von Aquitanien auf den Namen Alienor getauft. Dieser Taufname leitet sich nach diesem Chronisten von alia-Aenòr („die andere Aenòr“) ab, um sie von ihrer Mutter zu unterscheiden. Die Historikerin Daniela Laube weist allerdings angesichts der unterschiedlichen Schreibweisen des Namens in Urkunden und zeitgenössischen Chroniken darauf hin, dass die genaue Form des Namens zu Eleonores Lebenszeiten nicht feststand und der Name unterschiedlich verwendet wurde. So bezeichnet Abt Suger sie als Aanor, die Chronik von Morigni als Aenordis; später wird sie Alienor, gelegentlich auch Helnienordis genannt. Hier wird im Folgenden die im deutschen Sprachraum übliche Form Eleonore verwendet.

## Familienhintergrund und Kindheit

### Abstammung

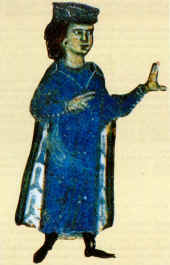
Darstellung Wilhelms IX. von Aquitanien Chansonnier provençal, 13. Jahrhundert. Paris, Bibliothèque nationale de France, MS fr. 12473, fol. 128r.

Eleonore von Aquitaniens Großvater väterlicherseits war Herzog Wilhelm IX. von Aquitanien. Dieser war in zweiter Ehe mit Philippa von Toulouse, Tochter von Wilhelm IV. von Toulouse, verheiratet. Da Philippas Brüder beide kinderlos verstorben waren, war Philippa die rechtmäßige Erbin der an Aquitanien angrenzenden Grafschaft Toulouse, woraus sich der später zu zahlreichen Konflikten führende Anspruch Eleonores auf diese Grafschaft ableitete. Philippas Onkel Raimund von Toulouse hatte nach dem Tod von Philippas Vater die Grafschaft Toulouse usurpiert und Wilhelm war es nur für kurze Zeit gelungen, das Erbe seiner Frau zurückzuerobern, bevor dieses erneut an die Grafen von Toulouse zurückfiel.
Der Hof, den Wilhelm IX. in Poitiers führte, stand in dem Ruf, einer der kultiviertesten in Europa zu sein. Er war Vorreiter in einem Wandel, bei dem der ritterliche Nachwuchs nicht nur im Gebrauch von Waffen, sondern auch in höfischen Manieren und möglicherweise klassischer Bildung unterrichtet wurde. Eleonore wuchs dadurch in einer Umgebung auf, die sich erheblich von der Lebenswelt ihrer beiden späteren Ehemänner unterschied. Von ihrem Großvater sind elf in Langue d’oc verfasste Minnegesänge überliefert, was ihm die Bezeichnung „Troubador-Herzog“ einbrachte. Die Hälfte dieser Gesänge verspotten frivol die strikte Sexualmoral der Kirche. Tatsächlich war Wilhelms Leben von zahlreichen außerehelichen Liebesaffären geprägt. Die für seine Enkelin entscheidende außereheliche Beziehung war die zur Ehefrau seines Vasallen Aimeric I., des Vizegrafen von Châtellerault, die 1115 begann. Wilhelm entführte die Mutter von drei Kindern an seinen Hof in Poitiers, woraufhin sich seine Ehefrau in die Abtei Fontevrault zurückzog. Die Vizegräfin, die die nächsten Jahre an Wilhelms Hof lebte, wollte wenigstens für ihre Tochter Aenòr die offizielle Rolle einer Herzogin erreichen und setzte sich dafür ein, ihre Tochter aus ihrer Ehe mit dem Vizegrafen von Châtellerault mit dem ältesten Herzogsohn zu verheiraten. Die Heirat zwischen dem jungen Wilhelm und Aenòr de Châtellerault erfolgte vermutlich im Jahr 1121.

### Kindheit und Jugend
Als erstes Kind von Wilhelm und Aenòr kam Eleonore vermutlich in der Nähe von Bordeaux zur Welt. Wenn auch einige Quellen 1122 als Eleonores Geburtsjahr angeben, gilt mittlerweile 1124 als das wahrscheinlichere Jahr. Eleonores Schwester Aelith, die später am französischen Königshof Petronilla gerufen wurde, kam vermutlich 1125 zur Welt und 1126 oder 1127 folgte der ersehnte männliche Erbe Wilhelm Aigret. 1127 starb Eleonores Großvater und ihr Vater übernahm die Herrschaft über das Herzogtum. Eleonores Bruder und ihre Mutter starben im Jahr 1130, was Eleonore zur Erbin ihres Vaters machte.
Ungewöhnlich für ihre Zeit lernte Eleonore sowohl okzitanisch als auch Latein zu lesen, es gibt allerdings keine Hinweise, dass sie auch schreiben lernte. Daneben erhielt sie vermutlich Unterricht in Nadelarbeiten und Haushaltsführung. Die heranwachsende Eleonore galt als schön. Keiner der zeitgenössischen Troubadoure, die sie so bezeichneten, hat jedoch Hinweise gegeben, wie sie tatsächlich aussah. Das zeitgenössische Schönheitsideal forderte blonde Haare und blaue Augen; eine Wandmalerei der Kirche Sainte-Radegonde in Chinon, die zu ihrer Lebenszeit entstand und mit großer Sicherheit sie darstellt, zeigt eine Frau mit rötlich-braunem Haar. Überliefert ist ihre Intelligenz, ihr Witz und ihr offenherziges Wesen, das viele ihrer Zeitgenossen anziehend fanden.

### Tod des Vaters

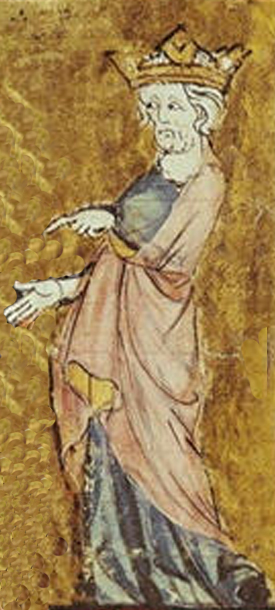
Ludwig VI. von Frankreich in einer Darstellung aus dem 14. Jahrhundert

Die Herrschaft von Eleonores Vater war kurz und von zahlreichen Auseinandersetzungen mit seinen Vasallen und der Kirche gekennzeichnet. Wilhelm X. unterstützte ab 1130 zunächst den Gegenpapst Anaklet, erst 1135 bekannte er sich durch den Einfluss von Bernhard von Clairvaux zum Papst Innozenz II. Der Heiratsplan des Witwers mit der Tochter des Vizegrafen Adémar von Limoges, die seinen Einfluss im Limousin gestärkt hätte, scheiterte an einer Intrige seiner Vasallen, die sich gegen die aquitanische Herrschaft über ihren Landstrich seit mehr als einem Jahrhundert auflehnten. Graf Wilhelm von Angoulême entführte die junge Frau und heiratete sie. Der befürchtete Rachefeldzug durch Wilhelm blieb aus, stattdessen schloss sich dieser im September 1136 einem Feldzug seines nördlichen Nachbarn Gottfried von Anjou an. Entweder die Ereignisse während dieses kurzen Feldzuges oder die Begegnung mit Bernhard von Clairvaux waren der Auslöser, dass Wilhelm sich entschied, nach Santiago de Compostela zu pilgern, um so für seine Sünden zu büßen. Vor der Abreise ließ er seine Vasallen schwören, den Erbanspruch Eleonores zu achten. Gleichzeitig stellte er seine Töchter unter den Schutz seines Lehnsherren, König Ludwig VI. von Frankreich. Seine beiden Töchter begleiteten ihren Vater bis nach Bordeaux, wo er sie vermutlich in der Obhut des Erzbischofs zurückließ. Wilhelm starb am Karfreitag, dem 9. April 1137, kurz bevor er Santiago de Compostela erreichte.

### Das Erbe Eleonores
Abt Suger von Saint-Denis, der einflussreiche Berater des französischen Königs, behauptet, dass Wilhelm testamentarisch nicht nur Eleonore in die Obhut des Königs gegeben habe, sondern ihn auch bat, einen Gatten für sie zu bestimmen. In seinem Großmut habe Ludwig daraufhin entschieden, seinen Thronfolger mit Eleonore zu verheiraten. Dieses zeitgenössische Zeugnis verschleiert allerdings die wahren Motive: Der Tod Wilhelms und die Möglichkeit, dessen Erbin mit seinem Thronfolger Ludwig zu verheiraten, stellte für Ludwig VI. vorrangig die Möglichkeit dar, wesentliche Territorialherrschaften Frankreichs wieder enger an den Thron zu binden. Die französische Krondomäne beschränkte sich zu Beginn des Jahres 1137 im Wesentlichen auf die Île-de-France, Orléans und einen Teil von Berry. Durch eine Ehe zwischen dem Thronfolger und Eleonore würde sich der unmittelbare Einflussbereich der französischen Krone auf ausgedehnte und reiche Ländereien in Mittel- und Südfrankreich erstrecken. Nach den spärlichen Zeugnissen über Rechte und Herrschaften war das Lehenswesen in diesen Gebieten zwar komplex und unterschiedlich geregelt und es war offen, in welchem Maße es der französischen Krone gelingen würde, ihre Oberlehenshoheit in diesen Regionen durchzusetzen. Eine Ehe mit der Erbin des Herzogtums Aquitanien bedeutete aber in jedem Fall Anspruch auf Gebiete jenseits der Loire, in der die französische Krone seit dem 10. Jahrhundert keine Domäne mehr besessen hatte. Daneben bestand ein rechtlicher Anspruch Eleonores auf die Grafschaft Toulouse. Alle diese Ländereien würden nicht sofort zur Krondomäne zählen. Ein Sohn aus dieser Ehe wäre aber gleichzeitig französischer Thronfolger und Erbe dieser Gebiete.
Es gibt ein indirektes Indiz für die hohe Bedeutung, die der französische Hof der Eheschließung zwischen dem Thronfolger und der aquitanischen Erbin beimaß. Eleonore befand sich nach dem Tod ihres Vaters mit großer Sicherheit in der Obhut des Erzbischofs von Bordeaux, dessen Schutz sicherstellte, dass sie nicht von aquitanischen Vasallen entführt und zur Ehe gezwungen wurde. Der Kirchenprovinz Bordeaux wurde noch im Juni 1137 das Privileg erteilt, seine Prälaten in kanonischer Wahl selbst zu bestimmen und keine Lehens- und Treueeide gegenüber dem französischen Thron mehr leisten zu müssen. Gleichzeitig wurden alle bereits bestehenden Besitztümer und Privilegien der Kirchenprovinz bestätigt. Nach Ansicht von Daniela Laube liegt die Vermutung nahe, dass der Erzbischof von Bordeaux als Gegenleistung für seinen Schutz der Herzogstochter Privilegien über die weitgehende Unabhängigkeit seiner Diözese erhielt.

## Ehe mit Ludwig VII.

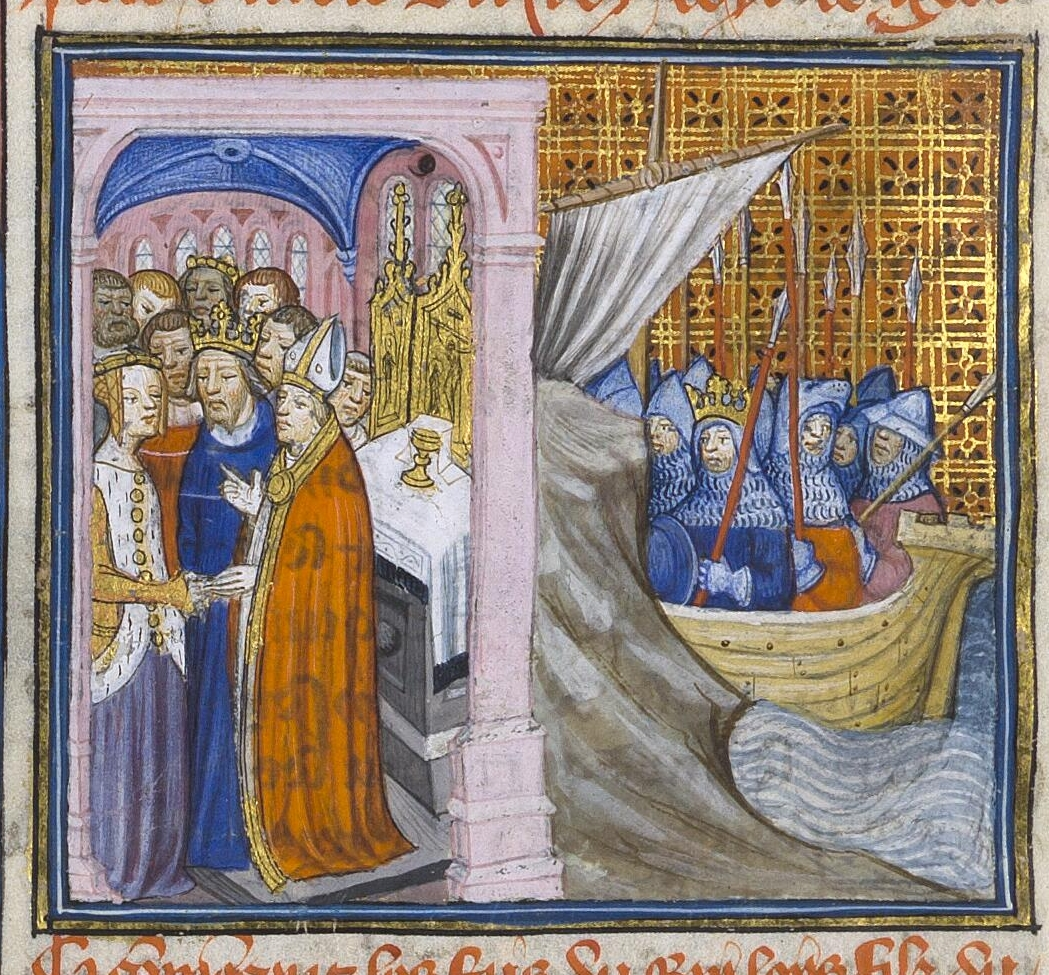
Linke Szene: Hochzeit zwischen Eleonore und Ludwig VII. von Frankreich, rechte Szene: Ludwig VII. beginnt den Kreuzzug. (Darstellung aus dem 14. Jahrhundert)

Der zum Ehemann von Eleonore bestimmte Thronfolger Ludwig war der zweitgeborene Sohn des französischen Königs. Er war ursprünglich für eine kirchliche Karriere vorgesehen und wurde entsprechend in der Abtei von Saint-Denis erzogen. Erst als sein älterer Bruder Philipp im Oktober 1131 bei einem Sturz vom Pferd ums Leben kam, holte ihn sein Vater aus dem Kloster zurück an den französischen Hof. Obwohl er seitdem in allen ritterlichen Künsten unterwiesen und von seinem Vater in die Regierungsgeschäfte einbezogen worden war, kennzeichnete den 17-jährigen Ludwig tiefe Gläubigkeit und zurückhaltende Bescheidenheit.
Eleonore und Ludwig wurden am 25. Juli 1137 in der Kathedrale von Bordeaux miteinander verheiratet. Unmittelbar nach ihrer Hochzeit nahmen sie als Herzog und Herzogin von Aquitanien den Lehns- und Treueeid der aquitanischen Vasallen entgegen. Kurz nach der Hochzeit erhielten sie die Nachricht vom Tod Ludwigs VI. Am 8. August 1137 wurde Ludwig VII. gekrönt, er war damit Herrscher über das französische Königreich, die Grafschaft Poitou und das Herzogtum Aquitanien.

### Am französischen Königshof
Das Palais de la Cité, die Residenz der Kapetinger in Paris, war verglichen mit den Residenzen, in denen Eleonore aufgewachsen war, einfach. Offenbar war Eleonore mit ihrer Unterbringung unzufrieden, denn bereits im Winter 1137 gab Ludwig den Auftrag, die Räume der Königin zu modernisieren und zu vergrößern. Es gibt auch Belege, die darauf hindeuten, dass Eleonore versuchte, das Leben am französischen Hof entsprechend dem höfischen Leben, das sie gewohnt war, umzuformen. Sie führte Tischdecken und Servietten ein, wie sie im Süden gebräuchlich waren, und die Pagen wurden angewiesen, ihre Hände zu waschen, bevor sie die Mahlzeiten servierten. Den Kantor der königlichen Kapelle Saint Nicholas ließ sie entlassen, um ihn durch einen zu ersetzen, der besser in der Lage war, den Chor der Kapelle anzuleiten. Vieles an ihr und ihrem Verhalten traf auf starke Ablehnung: Ihr mitgebrachtes Gefolge bildete eine Clique um die junge Königin, die altgediente Kapetinger-Höflinge als Bedrohung ihres Einflusses wahrnehmen mussten. Eine detaillierte Beschreibung ihrer und der ihrer Hofdamen eleganten Kleidung ist beispielsweise überliefert, weil Bernhard von Clairvaux diese als übertriebenen Luxus scharf verurteilte. Ihre öffentliche Rolle blieb während ihres ersten Ehejahrzehnts auf eine zeremonielle beschränkt, nur wenige der Erlasse Ludwigs tragen auch ihren Namen. Ihr begrenzter politischer Einfluss unterscheidet sie von ihrer Schwiegermutter und anderen französischen Königinnen vor ihr und ist mit großer Sicherheit auf Ludwigs Berater zurückzuführen, die den Einfluss Eleonores gezielt zu begrenzen suchten.
Ludwig führte auch während seiner Ehe ein Leben, das stark von seiner mönchischen Jugend geprägt war. Meist zurückhaltend und bescheiden gekleidet, widmete er einen großen Teil seines Tages dem Gebet, assistierte bei den Messen und nahm freitags nur Wasser und Brot zu sich. Politisch setzte er das Werk seines Vaters fort, indem er die Krondomäne zu festigen und den Einfluss seiner Vasallen unter Kontrolle zu halten versuchte. Er versuchte außerdem die Verwaltung des französischen Königreiches effizienter zu gestalten. An seiner persönlichen Integrität zweifelten wenige und er erwarb sich im Laufe seines Lebens den Ruf, dem ritterlichen Ideal nahezukommen. Der wichtigste Berater seiner frühen Regierungsjahre war der asketisch lebende Abt Suger, der bereits seinem Vater gedient und unter Bernhard von Clairvaux’ Einfluss allem höfischen Luxus abgeschworen hatte.
Berichte zeitgenössischer Chronisten, wie beispielsweise Johannes von Salisburys aus dem Jahre 1149, belegen eine tiefe Zuneigung Ludwigs zu seiner Frau. Es ist aber auch verhältnismäßig sicher, dass Ludwig und Eleonore nicht häufig das Ehebett miteinander teilten. Die kirchliche Lehre untersagte Geschlechtsverkehr an Sonn- und den zahlreichen Feiertagen sowie während der Fastenzeit und vermutlich hielt sich der tiefgläubige Ludwig an diese Vorschriften. Eleonore hatte im ersten oder zweiten Ehejahr eine Fehlgeburt, eine weitere Schwangerschaft blieb danach zunächst aus. Erst im Verlauf des Jahres 1145 brachte Eleonore erstmals ein überlebensfähiges Kind zur Welt. Es war allerdings nicht der erhoffte Erbe. Das Mädchen wurde auf den Namen Marie getauft.

### Gescheiterte Pläne

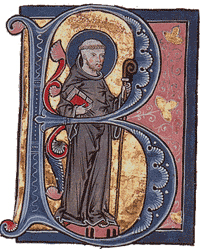
Bernhard von Clairvaux – Darstellung aus einer hochmittelalterlichen Handschrift

1141 unternahm Ludwig einen ersten Feldzug, um die Grafschaft Toulouse zurückzuerobern, die seit 20 Jahren von Alfons Jordan von Toulouse regiert wurde und die Eleonore als ihr Erbe beanspruchte. Ludwig erwies sich während dieses Feldzuges nicht als geschickter Feldherr. Der vorgewarnte Alfons Jordan ließ Toulouse in Erwartung des französischen Heeres stark befestigen, und da Ludwig nicht ausreichend Belagerungsgeräte mitbrachte, musste der französische König seinen Feldzug ergebnislos abbrechen. Politisches Ungeschick bewies Ludwig auch bei der Ernennung des Erzbischofs von Bourges. Dem vom Papst Innozenz II. ernannten Pierre de La Châtre verweigerte Ludwig den Einzug in Bourges und als der Papst die Minister des Königs aufforderte, ihren Herren daran zu hindern, sich weiterhin so närrisch wie ein Schuljunge zu verhalten, legte Ludwig einen Schwur auf Reliquien ab, dass der designierte Erzbischof Bourges nicht betreten werde solange er lebe. Papst Innozenz exkommunizierte daraufhin Ludwig. Diese Exkommunikation stellte eine schwere Strafe sowohl für den tiefgläubigen Ludwig als auch für die Bürger seiner Residenzstädte dar. In keiner Stadt oder Burg, in der er residierte, durften Glocken läuten, Gottesdienste oder kirchliche Beerdigungen und Taufen durchgeführt oder Ehen geschlossen werden. Welchen Anteil Eleonore an dieser Affäre hatte, ist nicht klar. Entscheidend ist, dass Papst Innozenz vermutete, Eleonore habe Ludwig zu dieser Haltung getrieben.
Im Haushalt von Eleonore lebte unter anderem ihre jüngere Schwester Petronilla. Die 16-Jährige begann im Sommer 1141 eine Affäre mit dem 35 Jahre älteren Raoul de Vermandois, der mit Eleonore, der Schwester Theobalds IV. von Blois, verheiratet war. Im Winter 1141/1142 fand Ludwig drei ihm wohlgesinnte Bischöfe, die Raoul de Vermandois bestehende Ehe wegen zu enger Blutsverwandtschaft aufhoben und ihn anschließend mit Petronilla verheirateten. Theobald von Blois nahm nicht nur seine Schwester Eleonore und ihre Kinder in seinem Haushalt auf, sondern protestierte bei Papst Innozenz gegen Ludwigs Einmischung in eine Angelegenheit, die allein von der Kirche zu entscheiden sei. Unterstützung fand Theobald bei Bernhard von Clairvaux, der sich gegenüber Papst Innozenz schockiert über das Verbrechen gegen die Familie Champagne und das Sakrament der Ehe zeigte.
Bei einem von Papst Innozenz angeordneten Konzil im Juni 1142 exkommunizierte der päpstliche Legat Kardinal Yves, einen der drei an der Eheannullierung beteiligten Bischöfe, suspendierte die beiden anderen von ihrem Amt und ordnete an, dass Raoul de Vermandois zu seiner Ehefrau zurückkehre. Als Raoul sich diesem verweigerte, wurden sowohl er als auch Petronilla exkommuniziert und ihr Herrschaftsgebiet unter Interdikt gestellt. Ludwig weigerte sich, die Entscheidung des päpstlichen Legaten anzuerkennen, die er als Angriff auf seine königliche Autorität interpretierte und begann einen Kriegszug gegen Theobald, den er beschuldigte, an dieser Entwicklung schuld zu sein.

### Kriegszug in der Champagne
Die Fehde zwischen Ludwig und Theobald währte bis 1144 und wurde erst durch die Vermittlung von Abt Suger und Bernhard von Clairvaux beigelegt. Die Champagne wurde während dieses Kriegszugs in weiten Teilen stark verheert. Prägend für Ludwigs weitere Entscheidungen war die Katastrophe von Vitry-le-François: Marodierende Soldaten Ludwigs fielen in die Stadt ein, plünderten diese und setzten einen Teil der Häuser in Brand. Ein Teil der Bevölkerung, nach den Chroniken zwischen 1000 und 1500 Menschen, suchte in der Kathedrale Schutz vor den Marodeuren. Das in der Stadt wütende Feuer griff auf das Dach der Kathedrale über, das einbrach und die Menschen unter sich begrub, die in der Kathedrale Schutz gesucht hatten. Ludwig, der von einer Anhöhe aus Zeuge der Katastrophe war, hatte zwar die Plünderung der Stadt nicht angeordnet, fühlte sich jedoch für den Tod dieser Menschen verantwortlich.
Zu den erklärten Kritikern des Kriegszuges in der Champagne gehörte Bernhard von Clairvaux, der in zahlreichen Briefen den französischen König warnte, dass er sein Seelenheil aufs Spiel setze und den Zorn Gottes herausfordere. Bernhard warnte Ludwig auch vor Beratern, die ihn in die Irre führen würden und ging so weit, diese als Feinde der französischen Krone zu bezeichnen. Da sowohl Abt Suger als auch andere Berater Ludwig vor dem Kriegszug in der Champagne gewarnt hatten, war eindeutig, dass Clairvaux’ harsche Worte sich auf Eleonore, ihre Schwester Petronilla und Raoul de Vermandois bezogen. Bei einer direkten Begegnung griff Bernhard Ludwig vor der versammelten Hofgesellschaft verbal so heftig an, dass Ludwig in einem solchen Ausmaß von Schuldgefühlen überwältigt wurde, dass seine Ärzte um sein Leben fürchteten. Der Nachfolger von Papst Innozenz, Papst Coelestin II., hob zwar die Exkommunikation von Ludwig auf, die Katastrophe von Vitry und die Konfrontation mit Bernhard veränderten Ludwig jedoch nachhaltig. Ludwig ließ sich die Haare wie die eines Mönches scheren, begann einfache Kleidung in mönchsgrauer Farbe zu tragen, fastete drei Tage in der Woche und verbrachte Stunden des Tages im Gebet, um Gott um Vergebung zu bitten.
Das unbedachte politische Verhalten Ludwigs während seiner ersten Ehejahre steht im Gegensatz zu seiner späteren Herrschaftsausübung. In der Literatur wird deshalb sein Verhalten häufig auf den Einfluss Eleonores zurückgeführt, wenn sich dieses auch nicht belegen lässt. Einen solchen Einfluss Eleonores unterstellt auch die Vita prima des Bernhard von Clairvaux, die andeutet, dass Eleonore den Bestrebungen Bernhards um Frieden entgegenstand und ein Friedensschluss erst nach ihrem Einlenken möglich war.
Die Auseinandersetzungen um die Heirat Eleonores jüngerer Schwester Petronilla und der anschließende Feldzug in der Champagne führten erstmals dazu, dass die Rechtmäßigkeit der Ehe zwischen Eleonore und Ludwig hinterfragt wurde. Der Bischof von Laon war der erste, der auf den engen Verwandtschaftsgrad zwischen den beiden Ehepartnern hinwies und Bernhard griff in seinen Auseinandersetzungen mit Ludwig zweimal die Frage auf, warum Ludwig wegen zu enger Blutsverwandtschaft die Auflösung der ersten Ehe seines Seneschalls betreibe, während er selbst nicht weniger eng mit Eleonore verwandt sei.

### Kreuzzug

#### Aufruf zum Kreuzzug

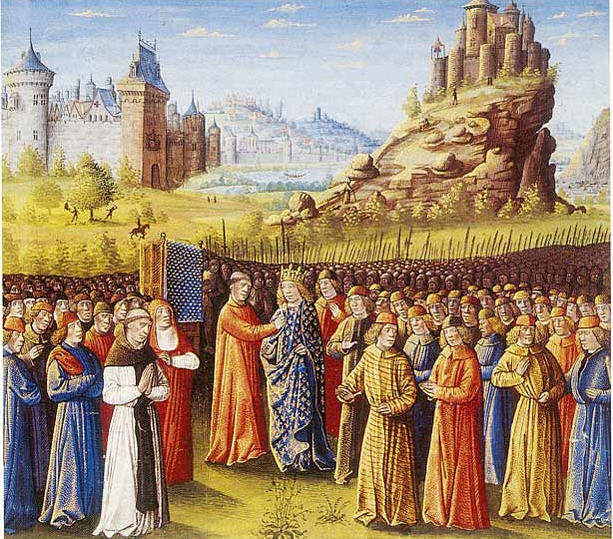
Ludwig VII. verfolgt die Kreuzzugspredigt des Bernhard von Clairvaux in Vezelay. Illumination von Jean Colombe, 15. Jahrhundert.

1144 eroberte Emir Imad ad-Din Zengi die Grafschaft Edessa, einen der vier ursprünglichen Kreuzfahrerstaaten. Die Nachricht über diese Rückeroberung erregte im gesamten christlichen Europa Besorgnis, da sie verdeutlichte, wie gefährdet die Landgewinne des Ersten Kreuzzuges waren. Am 1. Dezember 1145 erließ Papst Eugen III. eine Bulle, in der er König Ludwig und alle Christen Frankreichs aufforderte, den Glaubensgenossen im Heiligen Land zu Hilfe zu eilen. Eine ähnliche Bulle richtete sich an den römisch-deutschen König Konrad III.
Ludwig lag an einem erneuten Kreuzzug, nicht zuletzt, weil er darin eine Wiedergutmachung der Katastrophe von Vitry und die Möglichkeit einer Wiederherstellung seines Rufes sah. Weihnachten 1145 verkündete er während der weihnachtlichen Hofversammlung, dass er plane, Edessa zurückzuerobern. Zu der Reihe der Gegner eines solchen Kreuzzuges gehörte unter anderem Abt Suger, der Ludwig mahnte, dass er Gott besser dienen würde, wenn er in Frankreich bliebe. Zu Abt Sugers Besorgnis hatte außerdem Eleonore erklärt, ihrem Mann ins Heilige Land folgen zu wollen. Ralph Turner betont allerdings, dass es triftige politische Gründe gab, Eleonore nicht allein in Frankreich zurückzulassen. Als Königin hätte sie eine starke Machtstellung bekleidet, vielleicht sogar das Amt einer Regentin übernommen und damit die Machtbefugnisse von Abt Suger in Frage stellen können, der nach dem Willen Ludwigs während seiner Abwesenheit das französische Königreich regieren sollte. Eleonores Teilnahme war auch die Gewähr dafür, dass Edelleute aus ihrer Territorialherrschaft mitzogen und die Kirchen und die Stadtbevölkerung ihre zugesagte großzügige finanzielle Unterstützung des Kreuzzugs beibehielten.
Am Ostersonntag, dem 31. März 1146, predigte Bernhard von Clairvaux auf freiem Feld und forderte die versammelte Menschenmenge auf, sich dem Kreuzzug anzuschließen. Ludwig und Eleonore waren die ersten, die das Kreuz nahmen. In zeitgenössischen Quellen gibt es keine Hinweise, dass Eleonore für ihre Entscheidung, sich dem Kreuzzug anzuschließen, kritisiert wurde. Erst fünfzig Jahre später unterstellten Chronisten wie William of Newburgh, dass Frauen, die einem Kreuzzug folgten, dies aus anderen als spirituellen Gründen taten. Gervasius von Canterbury behauptet, Eleonore und ihre Damen hätten sich nach Bernhards von Clairvaux Predigt in weiße, mit roten Kreuzen geschmückten Tuniken gekleidet und wären dann auf weißen Pferden mit gezogenen Schwertern und wehenden Bannern durch die versammelte Menge galoppiert. Denjenigen unter den Versammelten, die noch zögerten, es ihnen gleichzutun, hätten sie als Zeichen ihrer Feigheit Spindeln zugeworfen. Die meisten Historiker verwerfen diese Geschichte als Legende, weil es keine zeitgenössischen Quellen für dieses Ereignis gibt. Sie wurde jedoch bereits von Personen für glaubwürdig gehalten, die Eleonore in ihren letzten Lebensjahren kennengelernt hatten und die Historikerin Alison Weir weist darauf hin, dass sie passend zu dem Charakter Eleonores scheint, die die Chronistik überliefert hat.

#### Scheitern des Kreuzzugs
Mitte Juni 1147 brachen die Kreuzfahrer von Metz auf. Eleonore und Ludwig reisten voneinander getrennt. Nachts teilten der Hofkaplan Odo de Deuil und der Hofbeamte Thierry Galan mit dem König das Zelt, während Eleonore in Gesellschaft ihrer Damen und Vasallen reiste. Spätere Chronisten haben Eleonore und ihren Edeldamen vorgeworfen, sich während dieser Phase des Kreuzzugs verhalten zu haben, als handele es sich um eine Vergnügungsreise. In zeitgenössischen Quellen findet Eleonores Verhalten dagegen kaum Erwähnung. Auch die Legende, Eleonore sei von einer Kohorte berittener und bewaffneter „Amazonen“ begleitet worden, ist historisch nicht belegt. Der Bericht über solche „Amazonen“ im Gefolge Eleonores tauchte erstmals in einer griechischen Chronik auf, die den Einzug der Kreuzfahrer in Konstantinopel schilderte. Diese Chronik wurde allerdings erst mindestens eine Generation nach dem Geschehen aufgeschrieben, von Autoren des 19. Jahrhunderts aufgegriffen und in späteren, viel gelesenen Büchern über Eleonore weiter verbreitet. Unstrittig ist, dass die Vielzahl an Frauen und der dazugehörende Tross die Kampfkraft des Kreuzfahrerheers beeinträchtigte.
Übergriffe auf die Bevölkerung in den Landesteilen, durch die die Kreuzfahrer zogen, belegten bereits während der ersten Woche dieses Kreuzzugs, dass Ludwig nur begrenzt fähig war, seine Befehle unter den Kreuzfahrern durchzusetzen. Nicht befolgte Befehle führten letztlich dazu, dass die Kreuzfahrer in Kleinasien bei der Überquerung des Berges Honaz Dağı (damalige Bezeichnung Cadmus) von einem türkischen Heer angegriffen und entscheidend geschwächt wurden. Die wesentlichen Quellen für die Ereignisse am Berg Honaz Dağı sind Berichte von Odo von Deuil und Wilhelm von Tyrus. Der detailliertere Bericht stammt von Odo von Deuil, der als Befehlshaber der bewaffneten Vorhut den aquitanischen Edelmann Gottfried von Rancon sowie den Grafen von Maurienne, einen Onkel Ludwigs, nennt. Gegen den Befehl des Königs begann die Vorhut den Honaz Dağı zu überqueren, als diese den Fuß des Berges bereits gegen Mittag erreicht hatte und sich feindliche Kräfte bis dahin nicht gezeigt hatten. Dabei entfernte sich die Vorhut immer weiter vom Hauptpulk der Kreuzfahrer, dem eine bewaffnete Nachhut unter Befehl Ludwigs folgte. Beim Angriff des türkischen Heers auf den Hauptpulk konnte nur Ludwig mit seiner Nachhut angreifen und wurde dabei vernichtend geschlagen. Wilhelm von Tyrus berichtet über die Ereignisse am Berg Honaz Dağı wesentlich weniger detailliert. Er nennt als Verantwortlichen lediglich Gottfried von Rancon. Eleonore wird in keiner der beiden Chroniken erwähnt. Später entstandene Berichte über den Kreuzzug behaupten in Missachtung der Hauptquellen, dass es die mit der Vorhut reisende Eleonore war, die Gottfried von Rancon veranlasst habe, anders als befohlen zu handeln.

#### Aufenthalt in Antiochia
Im März 1148 traf Ludwig mit einem Zehntel des ursprünglichen Kreuzfahrerheeres in Antiochia ein und wurde dort von Raimund von Antiochia empfangen, einem jüngeren Bruder von Herzog Wilhelm X. von Aquitanien und somit ein Onkel von Eleonore. Sieben Jahre älter als Eleonore, hatte er 1136 die Erbin des Fürstentums Antiochia Konstanze geheiratet und stand seitdem an der Spitze des Prinzipats.
Raimund erhoffte sich von Ludwig Unterstützung bei seinen Feldzügen gegen Aleppo und Hama, während Ludwig plante, baldmöglichst nach Jerusalem aufzubrechen. Eleonore scheint in dieser Angelegenheit für Raimund und seine militärischen Pläne Partei ergriffen zu haben, was zu einer zunehmenden Meinungsverschiedenheit zwischen den beiden Ehepartnern führte. Als Ludwig zum Aufbruch rüstete, äußerte Eleonore den Wunsch, mit ihren aquitanischen Vasallen in Antiochia zu bleiben. Als verlässlichste zeitgenössische Quelle der Ereignisse in Antiochia im Jahre 1148 gilt der Bericht von Johannes von Salisbury. Er schreibt im Einzelnen:

„Während der König und die Königin [in Antiochia] blieben, um diejenigen, die den Untergang des Heeres überlebt hatten, zu trösten, zu heilen und wiederzubeleben, erregten die Aufmerksamkeit, die der Fürst der Königin erwies, und seine ständigen, in der Tat fast unaufhörlichen Gespräche mit ihr das Misstrauen des Königs. Dieses wurde erheblich verstärkt, als die Königin den Wunsch äußerte zu bleiben, obwohl der König sich zur Abreise anschickte, und der Fürst gab sich größte Mühe, sie zu behalten, falls der König sein Einverständnis gäbe. Und als der König Druck ausübte, um sie loszureißen, erwähnte sie ihre Blutsverwandtschaft und sagte, sie könnten von Gesetz wegen nicht als Mann und Frau zusammenbleiben, da sie im vierten und fünften Grad miteinander verwandt seien.“

Wilhelm von Tyrus deutet in seiner Historia die Möglichkeit eines Ehebruchs Eleonores mit Raimund an. Dieser Chronist verfasste seine Historia jedoch vier Jahrzehnte nach den Ereignissen, als der Leumund der Herzogin bereits sehr schlecht war. Nach Ansicht von Daniela Laube wäre der zeitlich näher verfasste Bericht des Johannes von Salisbury in seiner Wortwahl weniger neutral gewesen, hätte es einen nachgewiesenen Ehebruch Eleonores gegeben. Ralph Turner weist dagegen darauf hin, dass für zeitgenössische Kleriker wie Johann von Salisbury der eigentliche Verstoß Eleonores bereits in ihrer Weigerung lag, sich in die dienende Rolle zu fügen, die von einer Ehefrau erwartet wurde. Ihr beharrliches Eintreten für den Plan ihres Onkels und ihr Mangel an Diskretion dabei erfüllten bereits den Tatbestand der Untreue, weil sie damit die königliche Würde ihres Mannes kompromittierte. Turner weist auch darauf hin, dass der Vorwurf, die Königin habe sich der Autorität ihres Mannes widersetzt und damit das christliche Gebot der Unterordnung der Frau missachtet, sich schnell zum Verdacht eines vollzogenen Ehebruchs mit ihrem Onkel wandelte. Bereits zeitgenössische Troubadour-Dichtungen enthalten Anspielungen auf diesen angeblichen Ehebruch.
Ludwig erzwang schließlich die Mitreise Eleonores nach Jerusalem. Auf der Rückreise nach Frankreich im April 1149 gelang es Papst Eugen III. zunächst, die beiden Ehepartner wieder miteinander auszusöhnen. Eugen III. bestätigte mündlich und schriftlich die königliche Ehe und verbot ihnen, je wieder über ihre Blutsverwandtschaft zu sprechen. Tatsächlich ist der Grad der Blutsverwandtschaft zwischen Eleonore und Ludwig umstritten und war es offenbar bereits zu ihren Lebzeiten. Der Versöhnungsversuch des Papstes war zunächst erfolgreich. Eleonore brachte 1150, etwa ein Jahr nach der Rückkehr aus Jerusalem und fünf Jahre nach der Geburt von Marie, eine zweite Tochter zur Welt.

## Trennung von Ludwig VII. und Heirat mit Heinrich Plantagenet

Frankreich in der zweiten Hälfte des 12. Jahrhunderts, der französische Teil des angevinischen Reichs in Rot, die französische Krondomäne in Dunkelblau. Das Herzogtum Aquitanien ist in Hellrot eingezeichnet; die Grafschaft Toulouse, auf die Eleonore rechtlichen Anspruch hatte, ist mittelblau dargestellt.

Am 13. Januar 1151 starb Abt Suger von Saint-Denis, der Ludwig wesentlich ermutigt hatte, an der Ehe mit Eleonore festzuhalten. 15 Monate später, am 21. März 1152, wurde die Ehe zwischen Eleonore und Ludwig auf dem Konzil von Beaugency in Anwesenheit mehrerer Erzbischöfe annulliert. Mehrere Zeugen hatten zuvor die enge Blutsverwandtschaft zwischen den Ehepartnern bestätigt, die drei Jahre zuvor von Papst Eugen verneint worden war. Da ein Protest seitens der Kurie in Rom nicht überliefert ist, ist es möglich, dass sich Bernhard von Clairvaux beim Papst für die Annullierung eingesetzt hatte. Für die Trennung dürfte ausschlaggebend gewesen sein, dass nach fünfzehn Jahren Ehe noch kein Thronfolger geboren war. Darauf deutet auch hin, dass die beiden späteren Ehefrauen Ludwigs, Konstanze von Kastilien (die ihm gleichfalls keinen Sohn gebar) und Adele von Champagne, enger mit ihm verwandt waren als Eleonore.
Vormund der gemeinsamen Töchter Marie und Alix wurde Ludwig. Eleonore erhielt die Ländereien zurück, die sie in die Ehe eingebracht hatte. Sowohl Eleonore als auch Ludwig war es durch die Annullierung möglich, sich wieder zu verheiraten. Als Vasallin Ludwigs hätte Eleonore theoretisch vor einer neuen Ehe die Zustimmung Ludwigs benötigt. Der Versuch sowohl durch Theobald von Blois als auch durch Gottfried von Anjou, Eleonore auf ihrer Reise nach Poitiers abzufangen und sie mit Gewalt zu heiraten, macht jedoch deutlich, dass mehrere Hochadelige Frankreichs willens waren, einen Kriegszug Ludwigs zu riskieren, um an Eleonores umfangreiches Erbe zu gelangen. Eleonore heiratete keinen der beiden, sondern am 18. Mai 1152 ohne Zustimmung ihres Ex-Ehemanns und Lehnsherren den neun Jahre jüngeren Heinrich Plantagenet, Graf von Anjou und Herzog der Normandie.
Die Quellen geben nur wenige Hinweise, wie es zur Verbindung zwischen Eleonore und Heinrich nur zwei Monate nach ihrer Scheidung kam. Alison Weir und Ralph Turner sind davon überzeugt, dass die für die schnelle Heirat entscheidende Begegnung und Absprache bereits im August 1151 stattfand, als Eleonore noch mit Ludwig verheiratet war und Heinrich anlässlich von Verhandlungen mit Ludwig in Paris weilte. Sowohl für Eleonore als auch Heinrich war die Verbindung sinnvoll: Eleonore war nach der Eheannullierung nicht nur von gewaltsamen Eheanbahnungen bedroht, sondern brauchte auch einen wehrhaften Partner, um ihren Herrschaftsanspruch in ihren Gebieten durchzusetzen. Heinrich war zudem einer der wenigen standesgemäßen Ehepartner, die überhaupt in Frage kamen. Eine Ehe mit Eleonore würde Heinrichs Ressourcen erheblich vermehren, mit denen er seinen Anspruch auf den englischen Thron betreiben konnte. Eleonores Erbe würde Heinrichs Herrschaftsgebiet auf dem europäischen Kontinent mehr als verdoppeln; das um ihr Erbe vermehrte Gebiet vom Ärmelkanal bis zu den Pyrenäen, das direkt unter seiner Herrschaft stehen würde, umfasst das halbe heutige Frankreich und war zehnmal so groß wie die damalige französische Krondomäne. Gegen die Ehe mit ihr sprach, dass sie Ludwig möglicherweise zu Gegenreaktionen provozieren und damit Streitkräfte Heinrichs auf dem europäischen Kontinent binden würde, die er doch für die Durchsetzung seiner Ansprüche in England benötigte. Heinrich brauchte außerdem Erben, die mittlerweile schon 30-jährige Eleonore hatte aber bislang nur zwei Mädchen zur Welt gebracht. Dennoch gingen aus ihrer zweiten Ehe acht weitere Kinder hervor.

## Ehe mit Heinrich II.

### 1152–1166

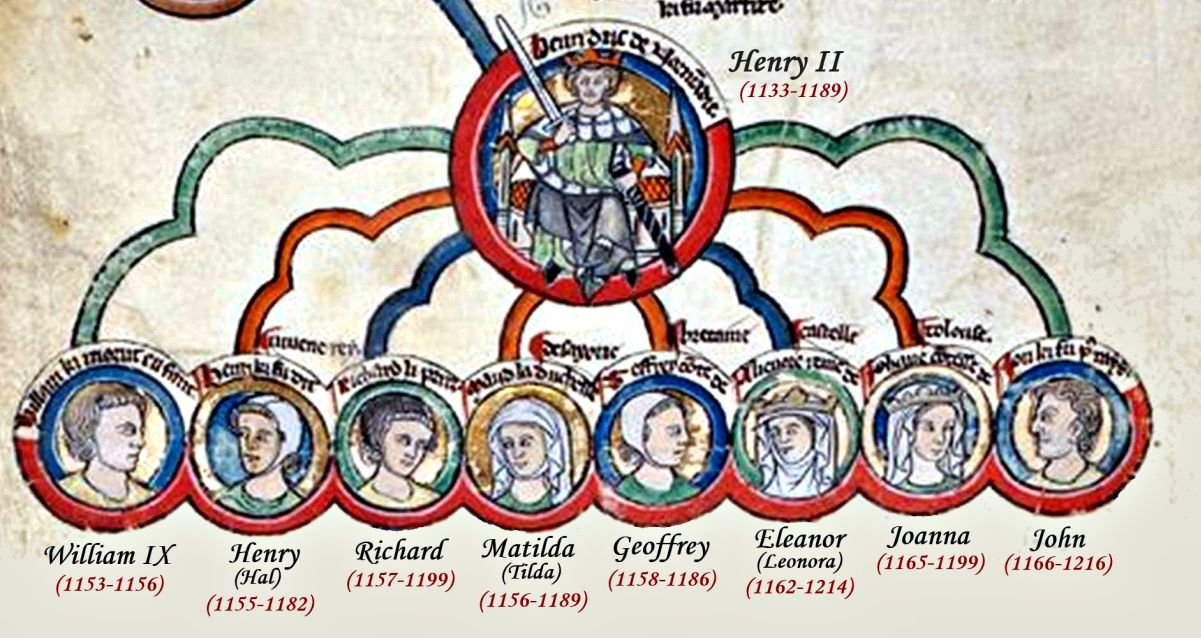
Eleonores acht Kinder mit Heinrich, von links: Wilhelm, Heinrich der Jüngere, Richard Löwenherz, Mathilde, Gottfried II., Eleonore, Johanna von England, Johann Ohneland

Ludwig weigerte sich zunächst, Heinrichs Ansprüche auf Aquitanien anzuerkennen. Es gab jedoch im feudalen Recht keine förmlichen Bestimmungen, gegen die Heinrich durch seine Heirat mit Eleonore so eindeutig verstoßen hätte, dass man ihn dafür mit der Einziehung seiner territorialen Besitzungen hätte bestrafen können. Es bedurfte trotzdem erst einiger militärischer und diplomatischer Wechselspiele, bis der mittlerweile wieder verheiratete Ludwig im August 1154 offiziell auf den Titel eines Herzogs von Aquitanien verzichtete. Zu diesem Zeitpunkt war bereits Wilhelm, der erste Sohn aus der Ehe Eleonores mit Heinrich, zur Welt gekommen und der englische König Stephan hatte Heinrich im Vertrag von Wallingford als seinen rechtmäßigen Thronfolger anerkannt.

#### Königin von England
Im Oktober 1154 starb Stephan von England und am 19. Dezember 1154 wurden Heinrich und Eleonore von Erzbischof Theobald von Canterbury in Westminster in London gekrönt. Die Unterstützung, die Heinrich ursprünglich bei den englischen Baronen hatte, beruhte nicht zuletzt auf deren Hoffnung, dass sie ihre über die Jahre usurpierten Freiheiten und Rechte unter einer überwiegend nominellen Herrschaft Heinrichs behalten würden. Heinrich gelang es jedoch, seine Autorität bis Ende des Jahres 1155 in England weitgehend durchzusetzen. Aus den Pipe Rolls geht hervor, dass Eleonore in den ersten Jahren der Ehe eine große Vertrauensstellung innehatte. Sie konnte beispielsweise Zahlungen aus der Staatskasse eigenständig veranlassen und übte in Abwesenheit ihres Mannes über Jahre die Regentschaft in England aus, wo sie die meiste Zeit lebte. Ihre Verfügungen (sogenannte „writs“), die sie in engem Zusammenwirken mit königlichen Beamten erließ, die Heinrichs Vertrauen genossen, hatten dieselbe Rechtskraft wie Anweisungen des Königs. Ralph Turner hebt insbesondere hervor, dass Heinrich offensichtlich genug Zutrauen in Eleonore hatte, um sie in den kritischen Anfangsjahren seiner Regierungszeit in England, als seine Herrschaft über dieses Königreich noch nicht konsolidiert war, allein dort zurückzulassen. Er übereignete ihr auch bereits kurz nach Beginn seiner englischen Herrschaft einige der traditionellen Witwengüter der anglo-normannischen Königinnen. So gehörten ihr 26 über 13 englische Grafschaften verstreute Pfründe. Ihre Einkünfte beliefen sich auf einen Betrag, der den Einkünften der reichsten Earls oder Barone des Königreichs gleichkam.

#### Eheleben
Heinrich befand sich den größten Teil des Jahres allein auf Reisen durch seine Territorien und traf mit Eleonore meist anlässlich des Weihnachtshofes zusammen. Eleonore reiste in der Regel dafür in Begleitung einiger ihrer Kinder auf den europäischen Kontinent. Belegt ist, dass sich das Paar Weihnachten 1156 in Bordeaux, 1157 in Woodstock und Oxford, 1158 in Cherbourg, 1159 in Falaise, 1161 in Le Mans, 1162 in Bayeux und 1163 in Cherbourg sah.

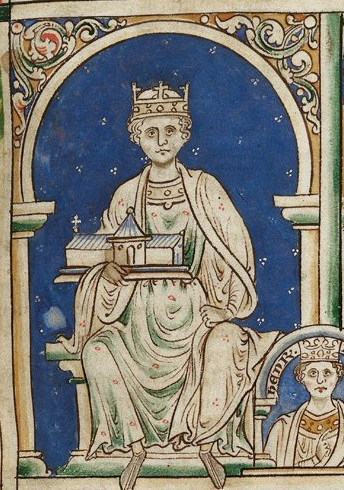
Heinrich II, Darstellung aus dem 13. Jahrhundert, British Library, MS Royal 14 C VII f.9

Der erstgeborene Sohn Wilhelm starb bereits 1156, bis 1158 kamen mit Heinrich (1155), Mathilde (1156), Richard (1157) und Gottfried (1158) jedoch vier weitere Kinder zur Welt. 1158 war Ludwig dagegen immer noch ohne männlichen Nachkommen. Bei einem Treffen zwischen Ludwig und Heinrich gegen Ende des Jahres 1158 schlossen die beiden Monarchen einen Heiratsvertrag, der eine Ehe zwischen dem englischen Thronerben Heinrich und der 1158 geborenen Margarete von Frankreich vorsah. Sollte Ludwig keinen männlichen Nachkommen mehr zeugen, konnten die Plantagenets für sich einen legitimen Anspruch auf die französische Krone beanspruchen. Die noch kein Jahr alte Margarete wurde – wie damals für junge weibliche Adlige üblich – ihrem zukünftigen Schwiegervater zur Erziehung übergeben. Ludwig machte es lediglich zur Bedingung, dass seine Tochter nicht im Haushalt seiner Ex-Gattin aufwachsen solle. Als Margaretes Mitgift hatten die beiden Könige das normannische Vexin vereinbart, dessen Burgen für die Kontrolle der Verkehrswege zwischen Paris und Rouen von großer Bedeutung waren. Ludwig rechnete angesichts des Alters der beiden verlobten Kinder mit Sicherheit nicht damit, dass diese Mitgift bald fällig werden würde. Heinrich gelang es jedoch, von Papst Alexander III. einen Dispens für die Verheiratung der beiden Kinder zu erhalten, obwohl sie nach kanonischem Recht dafür noch viel zu jung waren. Im November 1160 wurden die gerade zwei beziehungsweise fünf Jahre alten Kinder miteinander verheiratet.
Das zunächst gute Verhältnis zwischen den beiden Monarchen nahm weiteren Schaden, als Heinrich 1159 vergeblich Eleonores Anspruch auf die Grafschaft Toulouse durchzusetzen versuchte. Auch der Verlauf der östlichen Grenze des Herzogtums Aquitanien war strittig und auf die Grafschaft Auvergne erhoben nicht nur Heinrich und Eleonore, sondern auch die Grafen von Toulouse sowie die Kapetinger Anspruch. Bis 1166 kam es zwischen Ludwig und Heinrich allerdings zu keinen größeren militärischen Auseinandersetzungen. Angesichts der erdrückenden Übermacht seines Vasallen konzentrierte Ludwig sich auf den Ausbau der Krondomäne und eine Bündnispolitik, von der sein 1165 geborener Sohn Philipp August wesentlich profitieren sollte.
1165 und 1166 begingen Eleonore und Heinrich die Weihnachtstage getrennt voneinander, was von einigen Historikern als Beginn der Entfremdung zwischen den beiden Ehepartnern gewertet wird. Der Thronfolger Heinrich lebte außerdem nicht mehr in der Obhut seiner Mutter, sondern erhielt einen eigenen Haushalt und repräsentierte vermehrt an der Seite seines Vaters. Nach zwei Töchtern, die 1162 und 1165 zur Welt kamen, gebar Eleonore im Dezember 1167 als letztes gemeinsames Kind aus der Ehe mit Heinrich Johann.

### Rebellion der Söhne

#### Rückkehr Eleonores nach Aquitanien
1167 war Heinrich mit der Niederschlagung verschiedener Aufstände seiner Vasallen beschäftigt. Eleonore scheint zu diesem Zeitpunkt gemeinsam mit Patrick, Earl von Salisbury die Herrschaftsausübung in Aquitanien übernommen zu haben. Belegt ist für den 27. März 1168 ein Überfall auf den Earl von Salisbury und Eleonore, der sich wahrscheinlich auf der Landstraße zwischen Poitiers und Niort ereignete und bei dem der Earl ums Leben kam. Guy de Lusignan wollte mit diesem Überfall Eleonore in Geiselhaft nehmen, um seine Verhandlungsposition gegenüber Heinrich zu stärken. Eleonore konnte bei diesem Überfall knapp entkommen.
Aus Sicht der Historikerin Alison Weir war es politisch sinnvoll, dass Eleonore mit Heinrichs Zustimmung und unter seiner Oberherrschaft die Herrschaft in ihren ererbten Gebieten auszuüben begann, die drei Jahrzehnte lang unter fremder Herrschaft gestanden hatten. Während ihrer Reisen durch ihr Herrschaftsgebiet nahm sie unter anderem die Lehenseide aquitanischer Adeliger in Niort, Limoges und Bayonne entgegen, begründete alte Märkte neu, ermutigte exilierte Barone wieder zurückzukehren und bestätigte die angestammten Rechte von Städten und Abteien. Nach Richard von Devizes fiel in diesen Jahren auch Eleonores Entscheidung, weiterhin von Heinrich getrennt zu leben und für immer in ihren ererbten Gebieten zu bleiben. Als weiteren Beleg dafür gibt es einen Brief des Erzbischofs von Rouen, Rotrou von Warwick, nachdem es gleichfalls Eleonore war, die sich entschied, nicht länger mit ihrem Mann zusammenzuleben. Einige Historiker argumentieren, dass Heinrichs Affäre mit Rosamund Clifford der Grund für diese Trennung war. Dagegen spricht, dass Eleonore die zahlreichen Affären Heinrichs, aus denen mehrere Kinder hervorgegangen waren, bis dahin ignoriert hatte. Vieles deutet auch darauf hin, dass diese Affäre erst nach der Rückkehr Eleonores nach Frankreich begann und sie öffentlich erst wahrgenommen wurde, als Eleonore bereits Gefangene ihres Mannes war. Weir hält es für wahrscheinlicher, dass der Altersunterschied zwischen beiden Partnern zunehmend deutlicher wurde und dass sie auf Grund ihrer willensstarken Charaktere zu wenig kompatibel miteinander waren. Turner weist dagegen darauf hin, dass es lange Perioden der Trennung schon in früheren Jahren der Ehe zwischen Eleonore und Heinrich gegeben hatte. Er argumentiert, dass eine weitere Erklärung für die Rückkehr Eleonores nach Aquitanien in ihrem Wunsch bestanden haben könnte, ihren ererbten Herrschaftsanspruch in Aquitanien selbst auszuüben und auch die Nachfolge dieses Herzogtums in ihrem Sinne zu regeln. Ihre Rückkehr fällt außerdem in einen Zeitraum, in dem ihre Rolle als Regentin in England zunehmend unwichtiger geworden war, nachdem Heinrich dort einen funktionierenden Verwaltungsapparat aufgebaut hatte. Als Erbin einer Dynastie, die älter und namhafter als Heinrichs angevinische und normannische Linie war, wollte Eleonore darüber hinaus nicht zulassen, dass Aquitanien dauerhaft im Reich der Plantagenets aufging. Dafür spricht auch, dass Eleonore im Jahre 1171 in ihren Erlassen und Anweisungen Formulierungen verwendete, die unterstrichen, dass sie im Poitou und in Aquitanien in eigener Machtvollkommenheit regierte und nicht nur als Vertreterin Heinrichs.

#### Der Vertrag von Montmirail
Der zu Beginn des Jahres 1169 geschlossene Vertrag von Montmirail regelte erstmals, wie nach dem Tod Heinrichs die Aufteilung seines Erbes erfolgen sollte. Der älteste Sohn des Königspaares, Heinrich, sollte die Herrschaft in England übernehmen und außerdem sollten ihm die Normandie und Anjou zufallen. Er wurde 1170 zum englischen König gekrönt – die Krönung des Thronfolgers noch zu Lebzeiten des Vaters war ein üblicher Schritt, um die Nachfolge zu sichern. Richard sollte Aquitanien erhalten, sein oberster Lehnsherr würde entsprechend der französische König sein. Gottfried sollte die Bretagne erhalten und damit zum Vasallen seines ältesten Bruders werden. Der jüngste Sohn Johann blieb zunächst unberücksichtigt. Wie stark Eleonore in die Planungen ihres Mannes für die Erbnachfolge eingebunden war, ist nicht überliefert. Dass ihr in die Ehe eingebrachtes Herzogtum ungeteilt an Richard gehen sollte, dürfte in Eleonores Sinne gewesen sein. Das Vorgehen war auch nicht unüblich: Die Primogenitur hatte sich noch nicht vollständig durchgesetzt und es gab Konventionen, nach denen der Grundbesitz, den die Frau in die Ehe mit einem Fürsten eingebracht hatte, im Erbfall an den zweitgeborenen Sohn ging.
1172 folgte die Investitur von Eleonores Sohn Richard zum Herzog von Aquitanien. Nach dem Chronisten Gottfried von Vigeois geschah dies auf Wunsch seiner Mutter. Die reale Macht blieb jedoch bei Heinrich II. An ihn musste sich beispielsweise Richard wenden, wenn er mehr Geld für Truppen benötigte. Eleonore billigte ihrem Sohn Richard jedoch eine Teilhabe an der politischen Verantwortung zu. Schwieriger war dagegen die Lage seines älteren Bruders Heinrich. Sein Vater verzichtete darauf, seinem ältesten Sohn auch nur einen Teil der Regierungsverantwortung zu übertragen. Heinrich verfügte trotz der erfolgten Krönung über kein eigenes Land und damit über keine eigenen Einkünfte. Die Ermordung Thomas Becketts durch vier Ritter vom Hofe Heinrichs II. hatte den König in den Augen seines Sohnes diskreditiert, der einen Teil seiner Jugend am Hofe Becketts verbracht hatte. Als Heinrich II. dann auch noch begann, zu Lasten der drei älteren Söhne für seinen zunächst unberücksichtigt gebliebenen jüngsten Sohn Johann ein territoriales Erbe abzuzweigen, führte dies zu einer Rebellion der älteren Söhne gegen Heinrich, die sich zu einer breiten Aufstandsbewegung auswuchs. Bereits zu Beginn des Jahres 1173 informierte Raymond von Toulouse Heinrich über eine Konspiration seiner Ehefrau mit seinen ältesten Söhnen. Für alle offensichtlich wurde die Rebellion, als der junge Heinrich im März 1173 an den Hof des französischen Königs floh, der sein Schwiegervater war. Richard und Gottfried schlossen sich ihrem Bruder wenig später an. Eleonore wurde im November 1173 auf dem Weg nach Chartres von Getreuen Heinrichs gefangen gesetzt.
Zeitgenössische Chronisten wie Ralph von Diceto, William von Newburgh und Gervase von Canterbury sind der Ansicht, dass die Rebellion der Söhne von Eleonore initiiert wurde. Nur wenige wie beispielsweise der Autor der anonymen Gesta Henrici Secundi sehen in Ludwig den wesentlichen Treiber hinter der Verschwörung, deren Ziel es war, Heinrich II. zu entmachten. Eine Reihe von Historikern wie beispielsweise Elizabeth Brown und Ralph Tuner weist darauf hin, dass es für Eleonore triftige politische Gründe gab, die Rebellion zu unterstützen: 1173 gelang ihrem Ehemann ein Ausgleich mit Raymond von Toulouse, der seine formelle Vasallität zu Kastilien aufgab und in Limoges Heinrich II. und seinem Sohn Heinrich huldigte.

„Indem Heinrich die Huldigung Raymonds für Toulouse entgegennahm, beging er in Eleonores Augen Verrat an ihren seit Langem bestehenden Ansprüchen auf Toulouse als Bestandteil ihres rechtmäßigen Erbes und säte Zweifel daran, dass die Grafschaft ein Vasallenstaat Aquitaniens war. Zugleich anerkannte er Raymond […] als rechtmäßigen Herrscher von Toulouse an und setzte implizit den Anspruch Eleonores auf die Grafschaft […] außer Kraft. Dass er die Huldigung des Grafen entgegennahm, war für Eleonore umso beunruhigender, als sie wusste, dass sein Anspruch über die Lehnsherrschaft über Toulouse einzig und allein aus seiner Ehe mit ihr resultierte. Schließlich interpretierte sie die Huldigung des Grafen Raymond an den jungen [Heinrich] als einen Schritt, der eine Hoheit der englischen Krone über das Herzogtum Aquitanien suggerierte – in ihren Augen ein Signal, dass Richard und seine Nachkommen ihren Herzogstitel künftig durch die Gnade des englischen Königs tragen sollten. Eleonore wollte jedoch den direkten Übergang der Herrschaft über Aquitanien auf Richard, ohne den englischen König als zwischengeschalteten Lehnsherren.“

#### Gefangenschaft Eleonores
Heinrich II. gelang es erst 1174, die Rebellion seiner von Ludwig unterstützten Söhne gegen seine Oberherrschaft niederzuschlagen. Es gab jedoch keine eigentlichen Kriegszüge, die militärischen Auseinandersetzungen beschränkten sich auf die Belagerung von Burgen und die Niederbrennung von Städten und Dörfern des jeweiligen Gegners.
Die zunächst auf der Burg Chinon gefangen gehaltene Eleonore wurde im Sommer 1174 nach England überführt. Danach wird Eleonore in zeitgenössischen Chroniken bis zum Tod Heinrichs im Jahre 1189 nur noch wenige Male erwähnt. Die Erwähnungen weisen nicht auf eine eigentliche Gefängnishaft Eleonores hin, nach Ralph Turners Sicht lässt sich ihre Situation am besten mit dem Begriff Hausarrest umschreiben. Verhältnismäßig sicher ist, dass ihr Haushalt zunächst sehr klein war. 1177/1178 weisen die Pipe Rolls Ausgaben für Mäntel und Polster für den Haushalt der Königin aus, selbiges geschieht 1179 und in diesem Jahr wird auch ein vergoldeter Sattel für die Königin verbucht. Weitere Hinweise belegen ein Zusammentreffen mit ihrer mit Heinrich dem Löwen verheirateten Tochter Mathilda in Winchester, einen Aufenthalt der Königin und Heinrichs des Löwen in Forcester und Portsmouth und eine Überfahrt der beiden auf einem Schiff Heinrichs nach Frankreich. Die vermehrten Hinweise während des mehrjährigen Aufenthalts ihrer Tochter Mathilda in England wertet Daniela Laube dahingehend, dass Eleonore in diesen Jahren mehr Bewegungsfreiheit zugestanden wurde. Nachdem das Herzogspaar 1185 nach Deutschland zurückgekehrt waren, gibt es dagegen keine Hinweise dafür, dass Eleonore sich in der Öffentlichkeit zeigte.
Die verhältnismäßig gute Behandlung Eleonores, die sie in den knapp 16 Jahren ihres Arrestdaseins erfuhr, ist nach Ansicht Ralph Turners eine rationale Handlung ihres Ehemanns. Eine rücksichtslose Behandlung hätte sein angespanntes Verhältnis zu seinen drei ältesten Söhnen noch weiter belastet und die Machtausübung in Eleonores Herzogtum deutlich erschwert. Noch höher wäre der politische Preis gewesen, den Heinrich – dem bereits die Verantwortung für die Ermordung Becketts angelastet worden war – im Falle eines verdächtigen Todes Eleonores gezahlt hätte. Heinrich II. versuchte allerdings 1175/1176 eine Annullierung seiner Ehe zu erlangen. Es ist nicht sicher, ob dies letztlich am Widerstand der römischen Kurie scheiterte oder ob Heinrich die politischen Konsequenzen einer solchen Annullierung bewusst wurden.
Mehrere zeitgenössische Chronisten deuten an, dass Heinrich nach dem Tod seiner langjährigen Geliebten Rosamund de Clifford ein Verhältnis mit Alice von Frankreich begann. Die Verbindung war in jeder Hinsicht skandalös. Alice war die Tochter Ludwigs aus seiner zweiten Ehe und seit 1169 mit Heinrichs Sohn Richard verlobt. Seit der Verlobung lebte sie in der Obhut Heinrichs. Möglich ist, dass Heinrich zu Beginn dieser Beziehung noch überzeugt war, die Annullierung der Ehe mit Eleonore durchzusetzen und statt ihrer Alice zu heiraten. Sowohl Ludwig als auch später sein Sohn versuchten wiederholt durchzusetzen, dass die Ehe zwischen Alice und Richard vollzogen werde. Die Angelegenheit sorgte noch nach dem Tod Heinrichs zu Unstimmigkeiten zwischen beiden Königshäusern und blieb letztlich ungelöst.

#### Auseinandersetzungen zwischen Heinrich und seinen Söhnen
Richard wurde von Heinrich nach der Niederschlagung des Aufstands 1174 erneut die Herrschaft über das Herzogtum Aquitanien übertragen und bis zum Tode seines ältesten Bruders 1183 scheint die Zusammenarbeit zwischen Vater und Sohn problemlos gewesen zu sein. Der Tod des jungen Heinrichs am 11. Juni 1183 ändert dies erneut. Nach dem Vertrag von Montmirail würden Richard nun England, die Normandie, Anjou, Poitou und Aquitanien zufallen. Gottfried – der 1186 entweder durch Krankheit oder einen Unfall sterben sollte – war Erbe der Bretagne, Johann dagegen würde lediglich Irland und einige Güter in England und auf dem Kontinent erben. Heinrich wollte diese Erbfolge zugunsten seines jüngsten Sohnes ändern, dazu sollte Richard an Johann Aquitanien und Poitou abtreten, ein Vorhaben, dem sich Richard zunächst entziehen konnte. Heinrich konnte 1185 aber eine Abtretung des Herzogtums an Eleonore erzwingen, die zu diesem Zwecke aus England angereist war. Inwieweit diese Rückgabe mit Eleonores Einverständnis erfolgte, ist nicht bekannt. Richard lebte danach für einige Zeit am Hofe Heinrichs und es ist sicher, dass dies zeitweilig auch für Eleonore galt. So hielt sie im Frühjahr 1186 beispielsweise mit Heinrich gemeinsam Hof in der Normandie und reiste im April mit ihm nach Southampton. Als Heinrich auch im November 1188 Richard die offizielle Anerkennung als Erbe verweigerte, floh dieser an den Hof des französischen Königs und bat diesen um Hilfe. Das Bündnis zwischen Richard und Philipp August zog sofort Kriegshandlungen nach sich, bei denen Heinrich den vereinten Kräften Philip Augusts und Richards nichts entgegenzusetzen hatte. Heinrich wurde schließlich am 4. Juli zu einem Friedensschluss gezwungen, bei dem er Richard als seinen Haupterben anerkennen musste. Wenige Tage später starb Heinrich in der Nähe von Chinon.

## Königsmutter

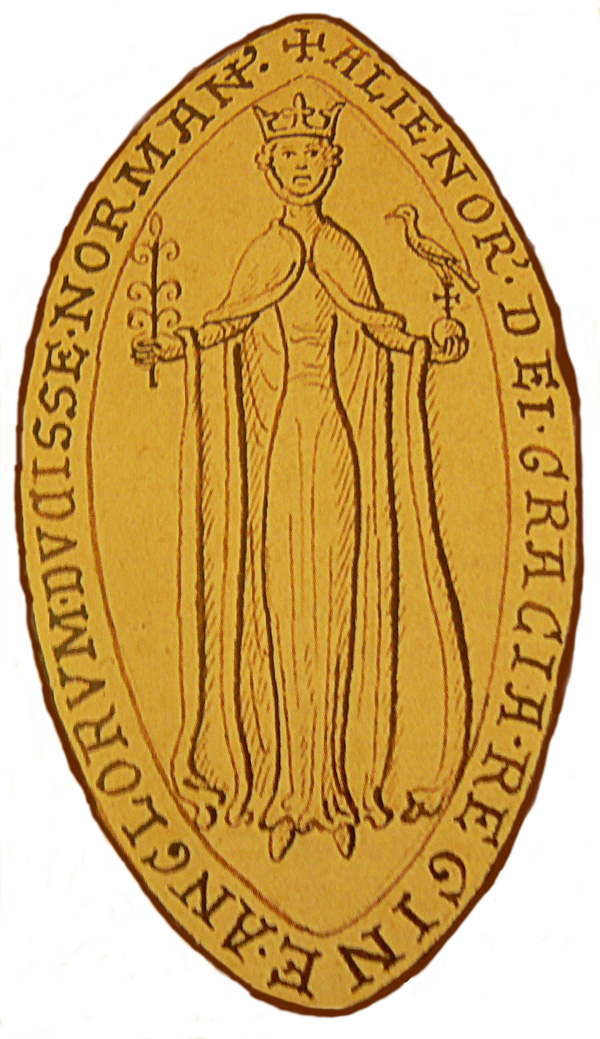
Wiedergabe von Eleonores Siegel

Mit Heinrichs Tod endete Eleonores zurückgezogene und weitgehend einflusslose Lebensphase. Während der verbleibenden 15 Jahre bis zu ihrem Tode im Jahre 1204 wechseln sich Perioden relativer Zurückgezogenheit mit Phasen frenetischer Aktivität ab. Sowohl Richard als auch Johann räumten ihr in ihrer jeweiligen Regierungszeit Vorrang vor ihren eigenen Ehefrauen ein und gewährten ihr die Privilegien einer Nebenkönigin. Ihre neue Rolle reflektiert sich auch in ihrem Siegel, das sie nach ihrer Freilassung anfertigen ließ. Es stellte sie mit mehr königlichen Insignien dar als ihre zwei älteren Siegel und bezeichnete sie als Königin von Gottes Gnaden.

### Regierungszeit von Richard Löwenherz (1189–1199)
Richard, der den größten Teil seines Lebens auf dem europäischen Kontinent verbracht hatte, war zu dem Zeitpunkt des Todes seines Vaters seinen englischen Untertanen weitgehend unbekannt. Eleonore, die unmittelbar nach der Nachricht von Heinrichs Tod aus ihrem Arrest entlassen wurde, begann sofort damit, einen reibungslosen Übergang der Herrschaft über das Königreich zu organisieren. Dazu gehörte unter anderem die Einforderung von Treueeiden in Richards Namen und die Einsetzung von Hofbeamten. „Es ist wenig wahrscheinlich, dass ein König jemals wertvolleren Beistand von seiner Mutter erhalten hat als Richard von Eleonore“ urteilt Ralph Turner über diese Übergangsphase. Richard dankte ihr, indem er ihr Witwengut bestätigte, das Heinrich II. ihr überschrieben hatte und zusätzlich festlegte, dass ihr alles zustehe, was Heinrich I. und Stephan ihren königlichen Gattinnen überlassen hatten. Ob und wie die Einkünfte aus dem Herzogtum Aquitanien zwischen Richard und Eleonore aufgeteilt wurden, ist unklar. Eleonore verfügte in jedem Fall über ein Einkommen, das ihr eine königliche Hofhaltung sowie zahlreiche Stiftungen und Schenkungen erlaubte.

#### Dritter Kreuzzug
Richard hatte sich bereits 1187 zur Teilnahme am Dritten Kreuzzug verpflichtet und rief wenige Monate nach seiner Krönung seine Mutter, seinen Bruder Johann, seinen Halbbruder Geoffrey Plantagenet sowie mehrere Erzbischöfe zu einem Konzil zusammen, um zu regeln, wie während seiner Abwesenheit sein Königreich regiert werden sollte. Sein jüngerer Bruder Johann wäre eine naheliegende Wahl als Regent gewesen. Richard misstraute jedoch seinem Bruder und nahm ihm sogar das (später widerrufene) Gelübde ab, dass er während seiner Abwesenheit nicht den Boden Englands betreten werde. Richard berief statt Johann William Longchamp zum obersten Justiziar Englands und kürte Monate später seinen Neffen Arthur zu seinem Erben.
Eleonore übte zu Beginn des Kreuzzugs keine direkten Regierungsfunktionen aus. Richard hatte sie stattdessen damit beauftragt, Berengaria von Navarra in Spanien abzuholen und ihm als Braut nach Sizilien zu bringen. Im Sommer 1190 begab sich die mindestens 66-jährige Eleonore auf die beschwerliche Reise nach Spanien, wo sie König Sancho VI. davon überzeugen musste, dass Richard tatsächlich seine seit langem bestehende Verlobung mit der Halbschwester des französischen Königs zugunsten der Prinzessin von Navarra lösen würde. Am 30. März traf Eleonore in Begleitung der jungen Braut im kalabrischen Reggio ein und setzte dann nach Messina über, wo sie ihre jüngste Tochter Johanna kurz traf. Nur drei Tage später brach sie zur Rückreise nach England auf, wo eine militärische Kraftprobe zwischen dem zunehmend selbstherrlicher agierenden William Longchamps und ihrem machthungrigen jüngsten Sohn Johann drohte. Der Konflikt endete damit, dass William Longchamps entmachtet und Johann zum Thronfolger Richards ernannt wurde, sollte aus der Ehe mit Berengaria kein Sohn hervorgehen. Dies war im Sinne von Eleonore, da aus ihrer Sicht ihr Enkel Arthur dem französischen Königshof zu nahe stand. Johann blieb jedoch die Mitwirkung an den Regierungsgeschäften des Königreichs verwehrt, die mit Unterstützung Eleonores weitgehend Walter von Countenance übertragen wurden. Für Johann war dies unbefriedigend und der französische König, der bereits im September 1191 seine Teilnahme am Dritten Kreuzzug abgebrochen hatte, versuchte, die Machtverhältnisse zu seinen Gunsten zu verschieben, indem er Johann die Ehe mit der von Richard verstoßenen Alix anbot und ihm als Mitgift alle französischen Besitzungen Richards versprach. Nur das Einwirken Eleonores und einer Reihe Adeliger am Hof der Plantagenets verhinderte zunächst, dass Johann auf dieses Angebot Philipp Augusts einging.

#### Gefangenschaft und Rückkehr Richards
Für ein knappes Jahr herrschte ein prekärer Frieden. Dann traf Anfang 1193 in England die Nachricht ein, dass Richard auf dem Rückweg aus dem Nahen Osten in Deutschland zunächst durch den Babenberger Leopold V. von Österreich gefangen gesetzt und wenig später an Kaiser Heinrich VI. übergeben worden war. Johann reagierte auf diese veränderte Lage, indem er sofort an den Hof des französischen Königs eilte, um Philipp August für die französischen Besitzungen seines Bruders zu huldigen. Die versammelte Ratsversammlung Englands wies die Forderung Johanns nach dem Königreich zurück und bis zur Rückkehr Richards nach England kam es auf englischem Boden zu einer Reihe von Kampfhandlungen zwischen Johanns Söldnerheer und englischen Truppen.

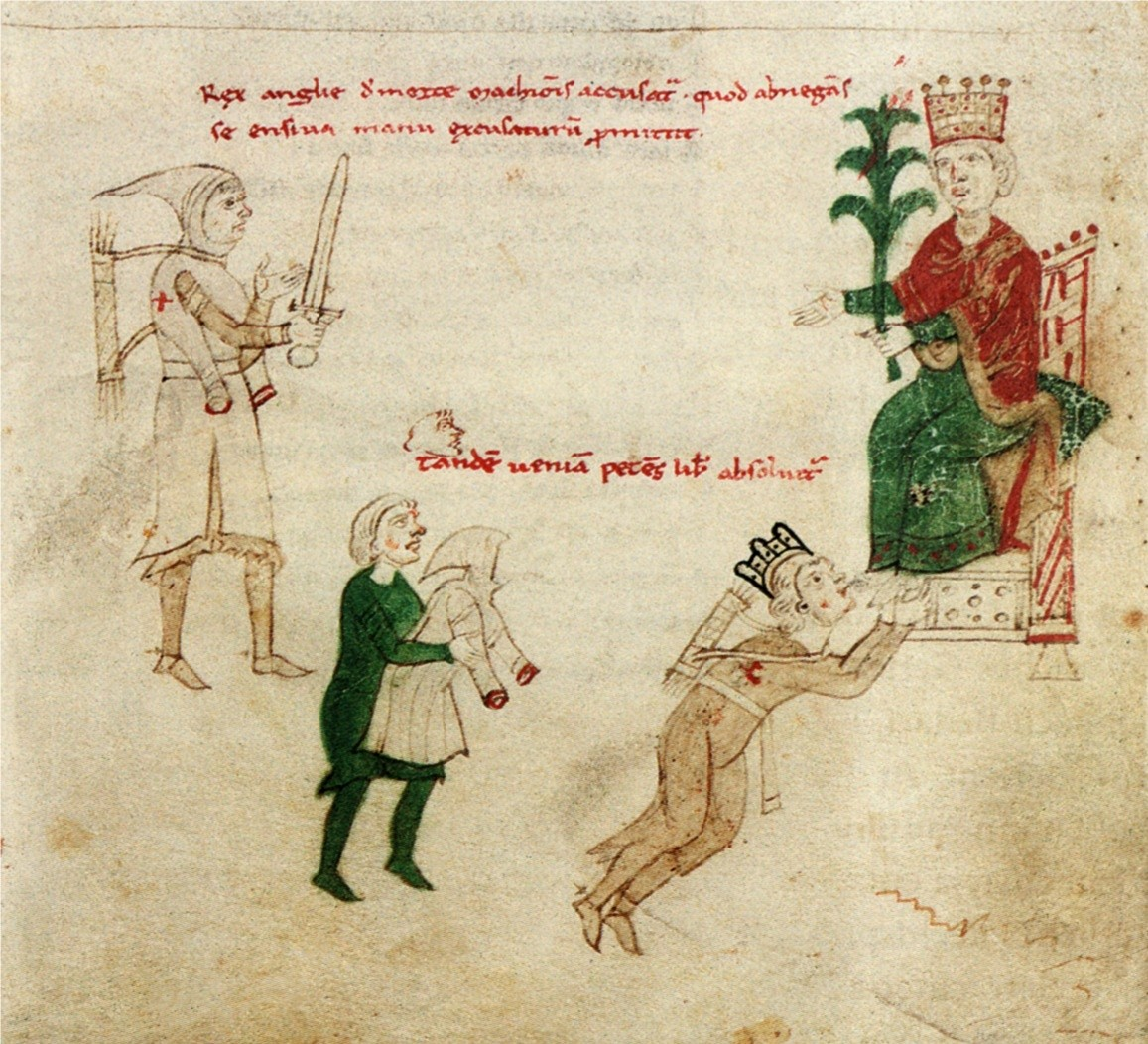
Richard Löwenherz küsst die Füße Heinrichs VI. (aus Liber ad honorem Augusti des Petrus de Ebulo, 1196)

Ende 1193 überbrachte der Bischof von Bath die Bedingungen, die Kaiser Heinrich mit der Freilassung Richards verknüpfte. Als Kreuzfahrer stand Richard unter besonderem päpstlichen Schutz und es sind drei im Namen Eleonores verfasste zeitgenössische Briefe überliefert, mit denen sie um päpstliche Hilfe bittet. Es ist unter Historikern strittig, ob diese Briefe im Namen Eleonores abgesandt wurden oder ob es sich bei ihnen um rhetorische Fingerübungen handelt, die keineswegs in ihrem Auftrag aufgesetzt worden sind. Als mutmaßlicher Autor der Briefe gilt Petrus von Blois, der Eleonore auf ihrer Rückreise aus Sizilien begleitet hatte und danach zumindest zeitweise ihrem Hof angehörte. Unabhängig davon, ob sie echt oder unecht sind, drücken sie die zunehmende Verzweiflung einer Mutter angesichts der Untätigkeit des Heiligen Stuhls aus. Papst Coelestin war zu dem Zeitpunkt zu sehr an einem guten Verhältnis zum römisch-deutschen Kaiser gelegen, um sich mit diesem wegen der Gefangennahme Richards anzulegen.
Angesichts der Tatenlosigkeit des Papstes konzentrierte sich Eleonore auf die Beschaffung der 150.000 Mark, die der römisch-deutsche Kaiser als Lösegeld für die Freilassung Richards forderte. Richard hatte Eleonore nicht nur zur Einziehung des benötigten Betrages autorisiert, sondern auch festgelegt, dass sie die erste Rate des Lösegeldes in Höhe von 100.000 Mark überbringen sowie die Geiseln begleiten sollte, deren Stellung die Begleichung der zweiten Teilsumme sichern sollte. Im Winter 1193/1194 reiste Eleonore in Begleitung von Hubert Walter, dem Erzbischof von Canterbury, nach Deutschland. Im Januar erreichte sie schließlich Speyer. Richard erkannte für sein Königreich England die Oberhoheit des Kaisers an. Von Philipp und Johann forderte Heinrich unter Androhung militärischer Gewalt die Rückgabe aller Besitzungen, die Richard während seiner Gefangenschaft abgenommen worden waren. Diese Lösung hatte für Heinrich den Vorteil, dass er Richard als Vasallen gewonnen hatte, gleichzeitig aber Richard als unabhängiger englischer König weiter gegen Frankreich kämpfte, wodurch auch Philipp August auf Heinrich als Verbündeten angewiesen war. Der Kaiser manövrierte sich damit geschickt in eine Vermittlerposition zwischen England und Frankreich. Am 4. Februar 1194 war Richard wieder ein freier Mann und am 13. März landete er in Begleitung seiner Mutter in England.
Im April 1194 nahm Eleonore an Richards zweiter Krönung in Winchester teil und auch bei der Versöhnung zwischen Richard Löwenherz und seinem Bruder Johann scheint sie zugegen gewesen zu sein. Für den Rest der Regierungszeit Richards zog sie sich in die Abtei Fontevrault in Anjou zurück.

### Letzte Lebensjahre Eleonores während der Herrschaft Johann Ohnelands
Die Ehe zwischen Richard und Berengaria blieb kinderlos. Als Nachfolger Richards kamen primär Eleonores jüngster Sohn Johann und ihr Enkel Arthur in Frage. Arthurs Mutter Konstanze hatte es auf Grund ihrer Abneigung gegen die angevinische Herrscherfamilie abgelehnt, ihren Sohn am Hofe Richards aufwachsen zu lassen und als Richard 1196 die Vormundschaft über Arthur forderte, wurde er heimlich an den Hof des französischen Königs gebracht. Möglich ist, dass Eleonore in dieser Situation daran beteiligt war, ihren Enkel Otto von Braunschweig, den Sohn ihrer Tochter Mathilde, als Erben Richards einzusetzen. Der schon mit der Grafschaft Poitou belehnte Otto zog es 1197 jedoch vor, seine Kandidatur für die Königswürde im nordalpinen Reichsteil voranzutreiben.

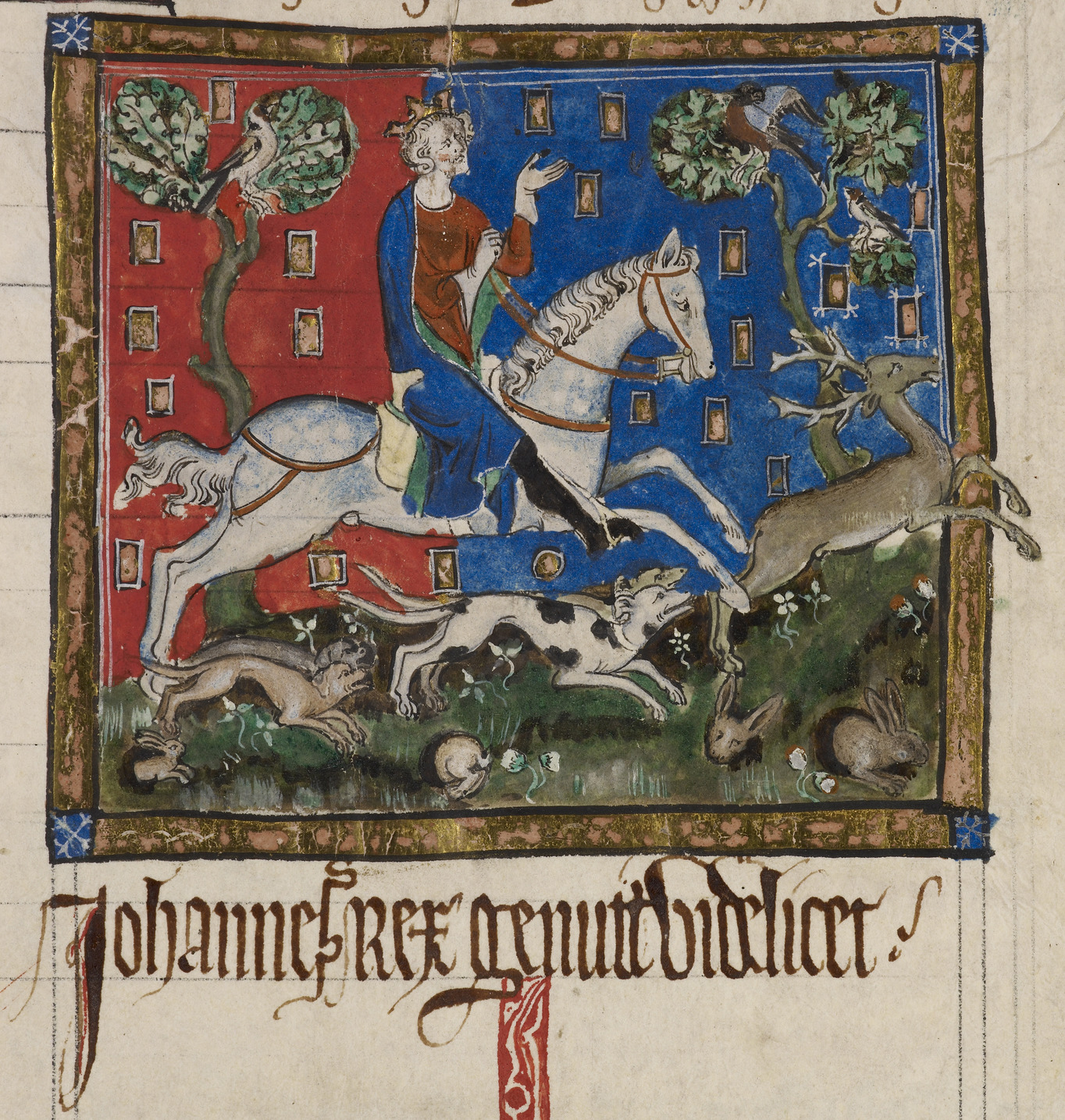
Johann Ohneland auf einer Hirschjagd (Liber legum antiquorum regum um 1321 verfasst für die Guildhall in London). London, The British Library, Cotton MS Claudius D. II, fol. 116r

Als Richard am 25. März 1199 während der Belagerung der Burg Châlus von einem Armbrustbolzen oder einem Pfeil verwundet wurde und er wenige Tage darauf an dieser Verletzung starb, hinterließ er ein umstrittenes Erbe. Es gab noch keine verbindlichen Regelungen, welcher Verwandtschaftsgrad im Erbfall Vorrang hatte, einige Autoritäten vertraten jedoch die Auffassung, dass ein Neffe als Nachkömmling eines verstorbenen älteren Bruders ein höheres Recht hatte als ein überlebender jüngerer Bruder. Eleonore setzte in dieser Situation alles daran, um die Anerkennung ihres Sohnes Johann als Erben durchzusetzen. Gemeinsam mit Richards Söldnerhauptmann Mercadier führte sie eine Strafexpedition in die Grafschaft Anjou, die Arthur anerkannt hatte. Sie reiste außerdem nach Aquitanien, um die Unterstützung ihrer Vasallen für Johann zu erlangen. Sie stellte auch sicher, dass eine bewaffnete Auseinandersetzung zwischen dem französischen und dem englischen König nicht auf das Herzogtum Aquitanien übergreifen würde, solange sie am Leben war. Um das zu gewährleisten, tauschte Eleonore mit ihrem Sohn Urkunden, mit denen sie ihn als ihren rechtmäßigen Erben einsetzte, vermachte ihm ihr Herrschaftsgebiet und übertrug die Treueeide und Lehnspflichten aller Bischöfe und weltlichen Vasallen auf ihn. Im Gegenzug stellte Johann wiederum eine Urkunde aus, mit der er ihr Herrschaftsgebiet an sie zurückübertrug. Eleonore und Johann hatten damit gemeinsame Verfügungsgewalt über ihr Herrschaftsgebiet. Da aber nur Eleonore gegenüber Philipp August den Lehenseid leistete, war ein französischer Kriegszug in ihrem Gebiet im Fall einer Auseinandersetzung mit Johann nach menschlichem Ermessen ausgeschlossen. Gleichzeitig hatte sie durch den Urkundentausch die Stellung ihres Sohnes im französischen Südwesten zementiert und eine potenzielle Intervention Philipp Augusts zugunsten Arthurs nach ihrem Tod deutlich erschwert. Ralph Turner bezeichnet die rechtliche Konstellation, die durch diese Maßnahmen herbeigeführt wurde, als diplomatisches Meisterstück.
Die Kriegshandlungen zwischen Johann und Philipp August blieben tatsächlich auf die Normandie beschränkt und wurden noch im Jahre 1199 durch den Vertrag von Le Goulet beendet. Die beiden Kontrahenten einigten sich auf eine Heirat des französischen Thronfolgers Ludwig mit einer Prinzessin aus dem Hause Anjou-Plantagenet. Die mittlerweile hochbetagte Eleonore übernahm es, nach Navarra zu reisen, um die auserwählte Braut, ihre Enkelin Blanka von Kastilien, abzuholen und nach Frankreich zu begleiten. Eleonore zog sich danach in die von ihr seit langem geförderte Abtei Fontevrault zurück. Eleonore musste jedoch noch miterleben, wie ungeschicktes Handeln ihres Sohnes den Zerfall des angevinischen Reiches einleitete. Zwischen 1200 und 1203 fertigte sie noch mindestens zehn Urkunden aus, die aquitanische Angelegenheiten betrafen, und stellte durch ihr persönliches Eingreifen sicher, dass Graf Aimery von Thouars sich zunächst loyal gegenüber Johann verhielt. Als ihr mittlerweile 15-jähriger Enkel Arthur im Sommer 1202 an der Spitze einer Streitmacht ins Poitou einzog, sah sie sich gezwungen, von Fontevraud aus in Richtung Poitiers aufzubrechen, um einen erfolgreichen Kriegszug Arthurs zu verhindern. Im Juli 1202 gelang es Arthurs Streitmacht allerdings, Eleonore und ihre Gefolgschaft auf der Burg Mirebeau einzuschließen. Johanns Truppen überrumpelten durch ungewöhnlich schnelles Handeln die Belagerer, verhinderten Eleonores Gefangennahme und nahmen dabei auch Arthur gefangen. Arthur starb im April 1203 während seiner Gefangenschaft in Rouen, vermutlich war er auf Befehl Johanns ermordet worden. Die Gerüchte um die Mitwirkung Johanns am Tod seines Neffen führten dazu, dass zahlreiche Adelige des Loiretals, im Anjou und Poitou sich von Johann lossagten.
Eleonore starb am 1. April 1204 im Alter von etwa 80 Jahren. Im selben Monat besetzten Philipp Augusts Truppen die normannische Hauptstadt. Eleonore wurde neben ihrem Gatten Heinrich II. und ihrem Sohn Richard Löwenherz in der Abtei Fontevrault bestattet.

## Wirkung

### Wirkung auf zeitgenössische literarische Künste

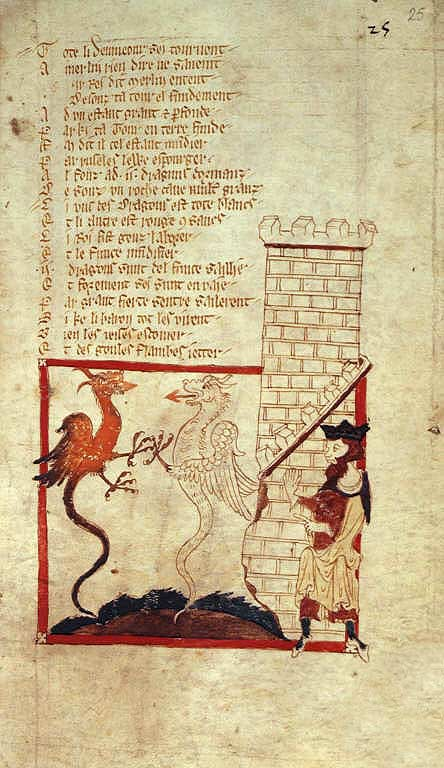
Seite aus einem Roman de Brut-Manuskript aus dem 14. Jahrhundert (British Library MS Egerton 3028 f.25)

Sowohl Heinrich als auch Eleonore waren an Höfen mit reichem kulturellem Leben aufgewachsen und nach Ralph Turners Einschätzung gedieh unter ihnen am englischen Königshof eine einzigartig produktive literarische Kultur. Bei einem großen Teil der im Umfeld des englischen Königshofes entstandenen Werke handelte es sich um Schriften, die die Heiligkeit von Heinrichs Vorgängern auf dem englischen Königsthron unterstrichen. Es gibt allerdings keine Belege, dass das Königspaar diese Schriften direkt beauftragte. Turner hält es für wahrscheinlicher, dass Autoren, deren Schriften am Hofe positiv auffielen, indirekt entlohnt wurden, indem ihnen der Einstieg in eine kirchliche Laufbahn ermöglicht, eine Stelle als königlicher Schreiber offeriert oder das Kloster, dem sie angehörten, in besonderer Weise begünstigt wurde. Philippe de Thaon beispielsweise widmete sein Bestiarium zunächst Adelheid von Löwen, einer der Vorgängerinnen Eleonores auf dem englischen Thron. 1154 überreichte er Eleonore ein Exemplar, das eine neue, an sie gerichtete Widmung enthielt. In einigen Verszeilen dieser Widmung bittet er Eleonore, sich beim König dafür zu verwenden, dass er sein mütterliches Erbteil zugesprochen bekäme.
Im Umfeld des englischen Königshofes entstanden außerdem mehrere Verserzählungen; die bekanntesten davon sind der Roman de Brut, der Roman de Rou, der Roman de Troie und der Roman de Thèbes. Von dem 1155 vollendeten, im normannischen scripta geschriebenen Roman de Brut des Dichters Wace behauptete eine zu Beginn des 13. Jahrhunderts entstandene englische Übersetzung, er sei Eleonore gewidmet gewesen. Auch hier weist Turner darauf hin, dass die Widmung kein Indiz für einen Auftrag Eleonores ist. Die Widmung lässt jedoch mindestens den Schluss zu, dass Eleonore sich für Literatur interessierte und der Autor auf einen Gunsterweis ihrerseits hoffen konnte. Der Roman de Rou dagegen ist ein von Heinrich beauftragtes Werk. In ihm findet sich unter anderem eine Kurzbiografie Eleonores, in der sie als edel, freundlich und klug bezeichnet wird. Die Quellen lassen in keinem Fall auf ein besonderes Mäzenatentum Eleonores schließen und auch literaturhistorisch gibt es wenig Indizien dafür.
Eleonore von Aquitanien und ihre älteste Tochter Marie de Champagne wurden und werden häufig als Förderinnen der Troubadourlyrik genannt. Diese zeichnet sich unter anderem dadurch aus, dass sie die Minne zu einem Ideal platonischer Liebe stilisiert, die vor allem für den unverbrüchlichen ritterlichen Dienst für eine Dame, die Unterwerfung unter ihren Willen und die Werbung um ihre Gunst steht. Im 12. bis 14. Jahrhundert stand die Minne zunehmend auch für die „fin’amors“ oder „amour courtois“ (höfische, adlige Liebe) der romanisch geprägten Ritterkultur. Die sich hartnäckig haltende Legende, Eleonore hätte besonders diese höfische Liebe gefördert, indem sie während ihrer Jahre im Poitou junge Frauen zu einem sogenannten „Liebeshof“ um sich geschart und im Kreis dieser Frauen eine Schiedsrichterrolle in Liebesfragen eingenommen habe, beruht auf nur einer einzigen Quelle. Andreas Capellanus verfasste in der zweiten Hälfte des 12. Jahrhunderts De amore, ein Brevier für höfische Liebende, das unter anderem angeblich von Eleonore und ihren Hofdamen getroffene Urteile in Liebesdingen enthält. Als eine der Hofdamen Eleonores an diesem Liebeshof in Poitou wird ihre älteste Tochter genannt. Es gibt jedoch keinerlei Indiz dafür, dass Eleonore nach ihrer Trennung von Ludwig ihre Tochter Marie nochmals wiedersah. Neuere literaturhistorische Diskussionen halten es für wahrscheinlich, dass die Darstellung dieses Liebeshofes als Satire oder intellektuelle Spielerei zu lesen sei. Darauf weist auch hin, dass zwei der Eleonore zugeschriebenen Urteile einander widersprechen.

### Wirkung auf zeitgenössische Bildhauerei

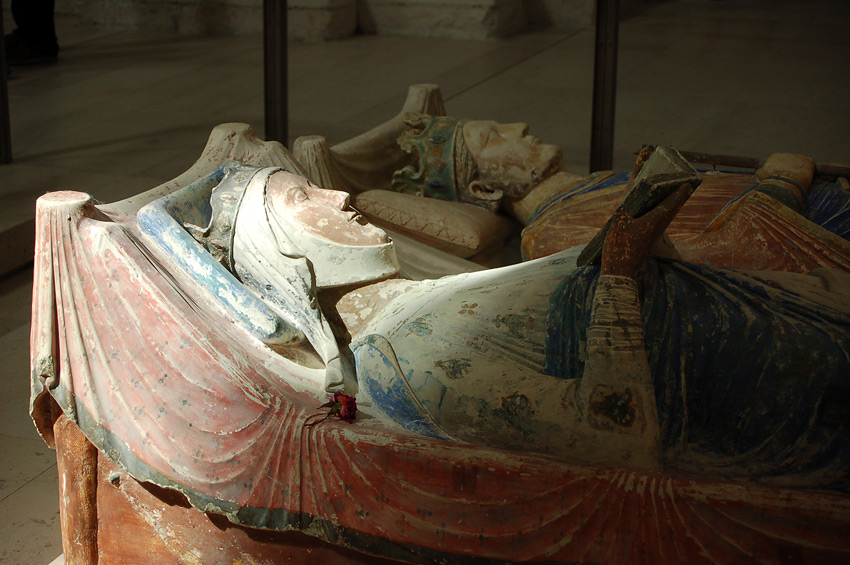
Gisant Eleonores in der Abtei-Kirche von Fontevraud

Dass sich die Abtei-Kirche von Fontevraud zur Grablege der Plantagenets entwickelte, ist darauf zurückzuführen, dass die Sommerhitze des Jahres 1189 es nicht erlaubte, die Leiche Heinrich II. bis ins Kloster Grandmont im Limousin zu transportieren, das Heinrich zu seinem Bestattungsort bestimmt hatte. Er wurde stattdessen in Fontevraud beigesetzt. Diese Abtei hatte seit langem Bindungen zur aquitanischen Herrschaftsfamilie. Eleonores Großmutter Philippa von Toulouse hatte sich hierhin zurückgezogen, als ihr Ehemann, Wilhelm IX. Aquitanien, sein ehebrecherisches Verhältnis mit der Vizegräfin von Châtellerault begann. Unter Eleonores Einfluss entwickelte sich Fontevraud dann zur zentralen Grabstätte ihrer Familie. Sowohl ihr Sohn Richard als auch ihre Tochter Johanna wurden hier bestattet und schließlich wurde auch Eleonore hier beigesetzt.
Ralph Turner unterstellt, dass Eleonore die Arbeiten an den Grabskulpturen für Heinrich und Richard maßgeblich lenkte. Die Skulpturen, die für ihren Ehemann und ihren Sohn gearbeitet wurden, gehören zu den frühesten Grabfiguren verstorbener Herrscher, die im mittelalterlichen Europa lebensgroß in Stein gemeißelt wurden und gelten für die Entwicklung der sepulkralen Bildhauerei als wegweisend. Turner hält es auch für möglich, dass Eleonore am Entwurf ihres eigenen Grabmals beteiligt war. Wie bei den Gisants ihres Mannes und ihres Sohnes ist Eleonore mit einer Krone dargestellt. Andere Symbole königlicher Macht fehlen. Anders als bei ihrem Mann und ihrem Sohn stellt ihr Gisant sie jedoch lebend dar, und zwar als eine Frau mittleren Alters. Die Liegendskulptur ist gleichzeitig eine künstlerische Neuerung, denn sie ist die älteste mittelalterliche bildhauerische Darstellung einer weltlichen Frau, die ein aufgeschlagenes Buch in der Hand hält.

### Legendenbildung
Daniela Laube vertritt die Auffassung, dass Eleonores schlechter Ruf seinen Ausgangspunkt in den für die Zeitgenossen schwer fassbaren Ereignissen in Antiochia hat.

„Auslösender Faktor hierzu ist, dass Wilhelm von Tyrus – diskret verhüllend zwar, doch durch das Unausgesprochene dem Unaussprechlichen umso mehr Gewicht verleihend – Eleonore des Ehebruchs bezichtigt. Damit ist der Grundstein gelegt und die Entwicklung verläuft eigendynamisch weiter. Kein späterer mittelalterlicher Autor hat nicht um Eleonores Fehltritt gewusst; keiner, der in seinen Schriften die Königin deswegen nicht mehr oder weniger scharf zur Rechenschaft gezogen hätte. Die Haltung der Geschichte ist bis zum Ende des 19. [Jahrhunderts] festgelegt.“

Evelyn de Morgan (1855–1919) – Eleonore konfrontiert Rosamund Clifford in der Laube (1905)

Während die frühesten Quellen sich über Eleonore noch weitgehend neutral äußern, bauen bereits geringfügig jüngere Quellen diese Andeutungen zu böswilligen weiteren Unterstellungen aus. Der Chronist Giraldus Cambrensis beispielsweise behauptet in seiner De instructione principis, dass Eleonore bereits mit Heinrichs Vater Gottfried von Anjou die Ehe gebrochen habe und nennt als Zeitraum seine Amtszeit als Seneschall von Frankreich. Dieses Amt übte Gottfried von Anjou allerdings nie aus. Er war zwar Seneschall des Poitou, allerdings ist von dieser Zeit nur bekannt, dass er das Amt vor 1151 innehatte. In der englischen Geschichtsschreibung wurden Berichte über angebliche Ehebrüche Eleonores von Roger von Wendover und Matthäus Paris weitergesponnen und von späteren Chronisten nochmals weiterentwickelt. Dass ein Ehebruch Eleonores Grund für die Trennung der Ehe mit Ludwig war, hielt sich bis zu Beginn des 20. Jahrhunderts. Französische Chronisten des 13. Jahrhunderts wie beispielsweise Philippe Mouskes unterstellen Eleonore sogar diabolische Züge und begründen dies damit, dass eine ihrer Vorfahren mit dem Teufel im Bunde gewesen sei.
Zwei weitere Legenden haben sich über die Jahrhunderte besonders verselbständigt. Dazu zählt der Bericht über einen angeblichen Ehebruch Eleonores mit Saladin, den bereits Matthäus Paris andeutet. In späteren Jahrhunderten wurde die Legende der Liebesbeziehung Eleonores mit dem berühmten Sultan in unterschiedlichen Variationen aufgegriffen, erst mit Entstehung der modernen Geschichtsschreibung im Verlauf des 19. Jahrhunderts wurde man sich bewusst, dass eine Beziehung zwischen Eleonore und dem erst 1138 in Mesopotamien geborenen Saladin historisch nicht haltbar ist.
Die zweite Legende unterstellt, dass Eleonore Rosamund Clifford, die Mätresse ihres Ehemanns, ermordet habe. Die Geschichte, dass Heinrich seine Geliebte durch ein Labyrinth habe schützen wollen, seine eifersüchtige Ehefrau Rosamund aber trotzdem fand und sie vor die Wahl stellte, durch Gift oder durch den Dolch zu sterben, wurde in unzähligen Gedichten, Tragödien, Opern und Novellen in allen europäischen Sprachen aufgegriffen. Seinen Ursprung hat die Geschichte bei dem englischen Chronisten Ranulf Higden, der bereits im 14. Jahrhundert von einem durch Heinrich erbauten Labyrinth berichtet, das Rosamund vor der eifersüchtigen Königin schützen sollte. Im 16. Jahrhundert griffen Autoren wie John Stow und Samuel Daniel diese Geschichte auf und schmückten sie weiter aus. Erst in der Mitte des 19. Jahrhunderts begannen einzelne Autoren in Eleonore nicht mehr die mit Gift und Dolch mordende Furie zu sehen. Charles Dickens beispielsweise unterstreicht in seiner zwischen 1851 und 1853 entstandenen „Child’s History of England“, dass das Lebensende von Rosamund wohl weitaus weniger dramatisch war und sie ihre letzten Tage in einem Kloster in der Nähe Oxfords verbrachte.

### Bühnenstücke, Filme, Romane und bildende Kunst
Das Leben Eleonores ist vielfach in Bühnenstücken, Romanen, Filmen oder Fernsehstücken behandelt worden. So ist Eleonore beispielsweise eine der Figuren in William Shakespeares 1595/1596 entstandenen Historiendrama König Johann. In Gaetano Donizettis 1834 uraufgeführten Oper Rosmonda d’Inghilterra ist die als „Leonora“ bezeichnete Eleonore als Mörderin der Mätresse Heinrichs dargestellt. Ebenfalls historisch nicht korrekt ist Jean Anouilhs Drama Becket oder die Ehre Gottes, in der Eleonore eine der Nebenfiguren ist. Das Stück wurde 1964 verfilmt und in Deutschland unter dem Titel Becket gezeigt.
Eleonore war neben Heinrich eine der beiden zentralen Charaktere in James Goldmans 1966 uraufgeführtem Theaterstück Der Löwe im Winter. Das Theaterstück spielt im Jahr 1183 um die Weihnachtszeit und thematisiert die Intrigen um die Nachfolge Heinrichs. Das Stück wurde mit demselben Titel 1968 verfilmt. Der Film ist außergewöhnlich gut besetzt: Eleonore wird gespielt von Katharine Hepburn, Heinrich von Peter O’Toole, der junge Richard Löwenherz von Anthony Hopkins und der französische König Philippe II. von Timothy Dalton. Der Film erhielt eine Reihe von Preisen. Unter anderem wurde Katharine Hepburn für ihre Darstellung der Eleonore als beste Hauptdarstellerin mit einem Oscar geehrt. Das gleichnamige Remake mit Glenn Close und Patrick Stewart in den Hauptrollen erschien 2003 als Fernsehfilm und brachte Close 2005 eine Emmy-Nominierung und einen Golden Globe ein. Als Nebenfigur taucht Eleonore in mehreren Fernseh- und Kinobearbeitungen des Robin-Hood- und Ivanhoe-Stoffes auf. Zu bekannteren Bearbeitungen zählen der Kinofilm Robin Hood und seine tollkühnen Gesellen (1952) sowie die Fernsehserien Die Abenteuer von Robin Hood, Ivanhoe (beide 1950er Jahre) und Robin Hood (2006–2009).
Eleonore ist außerdem Hauptfigur in einer Reihe historischer Romane. Zu Autoren, die sich auf diese Weise mit ihrem Leben befasst haben, zählen unter anderem Eleanor Hibbert, die unter dem Pseudonym Jean Plaidy mehrere Romane über sie verfasste, Tanja Kinkel (Die Löwin von Aquitanien, 1991) und Alison Weir, die nach ihrer Arbeit an ihrer Biographie über Eleonore von Aquitanien den Stoff auch in Romanform verarbeitete (The Captive Queen, 2010). Von Sabine Weigand stammt der historische Roman Ich, Eleonore, Königin zweier Reiche, erschienen 2015. Pamela Kaufman schrieb 1997 den historischen Roman The Book of Eleanor, die deutsche Übersetzung erschien unter dem Titel Die Herzogin.
Auch in die Bildende Kunst des 20. Jahrhunderts fand Eleonore Eingang. Ihre Rolle in der Geschichte der Frauen machte die feministische Künstlerin Judy Chicago deutlich: In ihrer Arbeit The Dinner Party widmete sie ihr eines der 39 Gedecke am Tisch.

## Vorfahren
| Wilhelm VIII. von Aquitanien | Wilhelm VIII. von Aquitanien | Wilhelm VIII. von Aquitanien | Wilhelm VIII. von Aquitanien | Wilhelm VIII. von Aquitanien | Wilhelm VIII. von Aquitanien |                            |                            | Hildegard von Burgund      | Hildegard von Burgund      | Hildegard von Burgund | Hildegard von Burgund | Hildegard von Burgund     | Hildegard von Burgund     |                           |                           | Wilhelm IV. von Toulouse  | Wilhelm IV. von Toulouse  | Wilhelm IV. von Toulouse | Wilhelm IV. von Toulouse | Wilhelm IV. von Toulouse | Wilhelm IV. von Toulouse |                       |                       | Emma de Mortain       | Emma de Mortain       | Emma de Mortain | Emma de Mortain | Emma de Mortain         | Emma de Mortain |  |  | Boson von Châtellerault | Boson von Châtellerault | Boson von Châtellerault | Boson von Châtellerault | Boson von Châtellerault     | Boson von Châtellerault     |                             |                             | Aliénor de Thouars          | Aliénor de Thouars          | Aliénor de Thouars | Aliénor de Thouars | Aliénor de Thouars        | Aliénor de Thouars        |                           |                           | Bárthelemy du Bueil       | Bárthelemy du Bueil       | Bárthelemy du Bueil | Bárthelemy du Bueil | Bárthelemy du Bueil           | Bárthelemy du Bueil           |                               |                               | Gerberge de Blaison           | Gerberge de Blaison           | Gerberge de Blaison | Gerberge de Blaison | Gerberge de Blaison | Gerberge de Blaison |
| Wilhelm VIII. von Aquitanien | Wilhelm VIII. von Aquitanien | Wilhelm VIII. von Aquitanien | Wilhelm VIII. von Aquitanien | Wilhelm VIII. von Aquitanien | Wilhelm VIII. von Aquitanien |                            |                            | Hildegard von Burgund      | Hildegard von Burgund      | Hildegard von Burgund | Hildegard von Burgund | Hildegard von Burgund     | Hildegard von Burgund     |                           |                           | Wilhelm IV. von Toulouse  | Wilhelm IV. von Toulouse  | Wilhelm IV. von Toulouse | Wilhelm IV. von Toulouse | Wilhelm IV. von Toulouse | Wilhelm IV. von Toulouse |                       |                       | Emma de Mortain       | Emma de Mortain       | Emma de Mortain | Emma de Mortain | Emma de Mortain         | Emma de Mortain |  |  | Boson von Châtellerault | Boson von Châtellerault | Boson von Châtellerault | Boson von Châtellerault | Boson von Châtellerault     | Boson von Châtellerault     |                             |                             | Aliénor de Thouars          | Aliénor de Thouars          | Aliénor de Thouars | Aliénor de Thouars | Aliénor de Thouars        | Aliénor de Thouars        |                           |                           | Bárthelemy du Bueil       | Bárthelemy du Bueil       | Bárthelemy du Bueil | Bárthelemy du Bueil | Bárthelemy du Bueil           | Bárthelemy du Bueil           |                               |                               | Gerberge de Blaison           | Gerberge de Blaison           | Gerberge de Blaison | Gerberge de Blaison | Gerberge de Blaison | Gerberge de Blaison |
|                              |                              |                              |                              |                              |                              |                            |                            |                            |                            |                       |                       |                           |                           |                           |                           |                           |                           |                          |                          |                          |                          |                       |                       |                       |                       |                 |                 |                         |                 |  |  |                         |                         |                         |                         |                             |                             |                             |                             |                             |                             |                    |                    |                           |                           |                           |                           |                           |                           |                     |                     |                               |                               |                               |                               |                               |                               |                     |                     |                     |                     |
|                              |                              |                              |                              | Wilhelm IX. der Troubadour   | Wilhelm IX. der Troubadour   | Wilhelm IX. der Troubadour | Wilhelm IX. der Troubadour | Wilhelm IX. der Troubadour | Wilhelm IX. der Troubadour |                       |                       |                           |                           |                           |                           |                           |                           |                          |                          | Philippa von Toulouse    | Philippa von Toulouse    | Philippa von Toulouse | Philippa von Toulouse | Philippa von Toulouse | Philippa von Toulouse |                 |                 |                         |                 |  |  |                         |                         |                         |                         | Aimery I. von Châtellerault | Aimery I. von Châtellerault | Aimery I. von Châtellerault | Aimery I. von Châtellerault | Aimery I. von Châtellerault | Aimery I. von Châtellerault |                    |                    |                           |                           |                           |                           |                           |                           |                     |                     | Dangereuse de l’Isle Bouchard | Dangereuse de l’Isle Bouchard | Dangereuse de l’Isle Bouchard | Dangereuse de l’Isle Bouchard | Dangereuse de l’Isle Bouchard | Dangereuse de l’Isle Bouchard |                     |                     |                     |                     |
|                              |                              |                              |                              | Wilhelm IX. der Troubadour   | Wilhelm IX. der Troubadour   | Wilhelm IX. der Troubadour | Wilhelm IX. der Troubadour | Wilhelm IX. der Troubadour | Wilhelm IX. der Troubadour |                       |                       |                           |                           |                           |                           |                           |                           |                          |                          | Philippa von Toulouse    | Philippa von Toulouse    | Philippa von Toulouse | Philippa von Toulouse | Philippa von Toulouse | Philippa von Toulouse |                 |                 |                         |                 |  |  |                         |                         |                         |                         | Aimery I. von Châtellerault | Aimery I. von Châtellerault | Aimery I. von Châtellerault | Aimery I. von Châtellerault | Aimery I. von Châtellerault | Aimery I. von Châtellerault |                    |                    |                           |                           |                           |                           |                           |                           |                     |                     | Dangereuse de l’Isle Bouchard | Dangereuse de l’Isle Bouchard | Dangereuse de l’Isle Bouchard | Dangereuse de l’Isle Bouchard | Dangereuse de l’Isle Bouchard | Dangereuse de l’Isle Bouchard |                     |                     |                     |                     |
|                              |                              |                              |                              |                              |                              |                            |                            |                            |                            |                       |                       |                           |                           |                           |                           |                           |                           |                          |                          |                          |                          |                       |                       |                       |                       |                 |                 |                         |                 |  |  |                         |                         |                         |                         |                             |                             |                             |                             |                             |                             |                    |                    |                           |                           |                           |                           |                           |                           |                     |                     |                               |                               |                               |                               |                               |                               |                     |                     |                     |                     |
|                              |                              |                              |                              |                              |                              |                            |                            |                            |                            |                       |                       | Wilhelm X. von Aquitanien | Wilhelm X. von Aquitanien | Wilhelm X. von Aquitanien | Wilhelm X. von Aquitanien | Wilhelm X. von Aquitanien | Wilhelm X. von Aquitanien |                          |                          |                          |                          |                       |                       |                       |                       |                 |                 |                         |                 |  |  |                         |                         |                         |                         |                             |                             |                             |                             |                             |                             |                    |                    | Eleonor von Châtellerault | Eleonor von Châtellerault | Eleonor von Châtellerault | Eleonor von Châtellerault | Eleonor von Châtellerault | Eleonor von Châtellerault |                     |                     |                               |                               |                               |                               |                               |                               |                     |                     |                     |                     |
|                              |                              |                              |                              |                              |                              |                            |                            |                            |                            |                       |                       | Wilhelm X. von Aquitanien | Wilhelm X. von Aquitanien | Wilhelm X. von Aquitanien | Wilhelm X. von Aquitanien | Wilhelm X. von Aquitanien | Wilhelm X. von Aquitanien |                          |                          |                          |                          |                       |                       |                       |                       |                 |                 |                         |                 |  |  |                         |                         |                         |                         |                             |                             |                             |                             |                             |                             |                    |                    | Eleonor von Châtellerault | Eleonor von Châtellerault | Eleonor von Châtellerault | Eleonor von Châtellerault | Eleonor von Châtellerault | Eleonor von Châtellerault |                     |                     |                               |                               |                               |                               |                               |                               |                     |                     |                     |                     |
|                              |                              |                              |                              |                              |                              |                            |                            |                            |                            |                       |                       |                           |                           |                           |                           |                           |                           |                          |                          |                          |                          |                       |                       |                       |                       |                 |                 |                         |                 |  |  |                         |                         |                         |                         |                             |                             |                             |                             |                             |                             |                    |                    |                           |                           |                           |                           |                           |                           |                     |                     |                               |                               |                               |                               |                               |                               |                     |                     |                     |                     |
|                              |                              |                              |                              |                              |                              |                            |                            |                            |                            |                       |                       |                           |                           |                           |                           |                           |                           |                          |                          |                          |                          |                       |                       |                       |                       |                 |                 | Eleonore von Aquitanien |                 |  |  |                         |                         |                         |                         |                             |                             |                             |                             |                             |                             |                    |                    |                           |                           |                           |                           |                           |                           |                     |                     |                               |                               |                               |                               |                               |                               |                     |                     |                     |                     |

## Stammtafel
|                               |                               | Wilhelm IX. der Troubadour 1071–1127 | Wilhelm IX. der Troubadour 1071–1127 | Wilhelm IX. der Troubadour 1071–1127 | Wilhelm IX. der Troubadour 1071–1127 | Wilhelm IX. der Troubadour 1071–1127 | Wilhelm IX. der Troubadour 1071–1127 |                                     |                                     | Philippa von Toulouse               | Philippa von Toulouse               | Philippa von Toulouse            | Philippa von Toulouse            | Philippa von Toulouse               | Philippa von Toulouse               |                                     |                                     |                                     |                                     |                                |                                |                                |                                |                                |                                |                    |                    |                    |                    |                    |                    |                             |                             |                             |                             |                             |                             |                         |                         |                         |                         |                         |                         |                                |                                |                                |                                |                                |                                |                   |                   |                   |                   |                   |                   |                           |                           |                           |                           |                           |                           |
|                               |                               | Wilhelm IX. der Troubadour 1071–1127 | Wilhelm IX. der Troubadour 1071–1127 | Wilhelm IX. der Troubadour 1071–1127 | Wilhelm IX. der Troubadour 1071–1127 | Wilhelm IX. der Troubadour 1071–1127 | Wilhelm IX. der Troubadour 1071–1127 |                                     |                                     | Philippa von Toulouse               | Philippa von Toulouse               | Philippa von Toulouse            | Philippa von Toulouse            | Philippa von Toulouse               | Philippa von Toulouse               |                                     |                                     |                                     |                                     |                                |                                |                                |                                |                                |                                |                    |                    |                    |                    |                    |                    |                             |                             |                             |                             |                             |                             |                         |                         |                         |                         |                         |                         |                                |                                |                                |                                |                                |                                |                   |                   |                   |                   |                   |                   |                           |                           |                           |                           |                           |                           |
|                               |                               |                                      |                                      |                                      |                                      |                                      |                                      |                                     |                                     |                                     |                                     |                                  |                                  |                                     |                                     |                                     |                                     |                                     |                                     |                                |                                |                                |                                |                                |                                |                    |                    |                    |                    |                    |                    |                             |                             |                             |                             |                             |                             |                         |                         |                         |                         |                         |                         |                                |                                |                                |                                |                                |                                |                   |                   |                   |                   |                   |                   |                           |                           |                           |                           |                           |                           |
|                               |                               |                                      |                                      |                                      |                                      | Wilhelm X. von Aquitanien 1099–1137  | Wilhelm X. von Aquitanien 1099–1137  | Wilhelm X. von Aquitanien 1099–1137 | Wilhelm X. von Aquitanien 1099–1137 | Wilhelm X. von Aquitanien 1099–1137 | Wilhelm X. von Aquitanien 1099–1137 |                                  |                                  | Eleonor von Châtellerault 1103–1130 | Eleonor von Châtellerault 1103–1130 | Eleonor von Châtellerault 1103–1130 | Eleonor von Châtellerault 1103–1130 | Eleonor von Châtellerault 1103–1130 | Eleonor von Châtellerault 1103–1130 |                                |                                |                                |                                |                                |                                |                    |                    |                    |                    |                    |                    |                             |                             |                             |                             |                             |                             |                         |                         |                         |                         |                         |                         |                                |                                |                                |                                |                                |                                |                   |                   |                   |                   |                   |                   |                           |                           |                           |                           |                           |                           |
|                               |                               |                                      |                                      |                                      |                                      | Wilhelm X. von Aquitanien 1099–1137  | Wilhelm X. von Aquitanien 1099–1137  | Wilhelm X. von Aquitanien 1099–1137 | Wilhelm X. von Aquitanien 1099–1137 | Wilhelm X. von Aquitanien 1099–1137 | Wilhelm X. von Aquitanien 1099–1137 |                                  |                                  | Eleonor von Châtellerault 1103–1130 | Eleonor von Châtellerault 1103–1130 | Eleonor von Châtellerault 1103–1130 | Eleonor von Châtellerault 1103–1130 | Eleonor von Châtellerault 1103–1130 | Eleonor von Châtellerault 1103–1130 |                                |                                |                                |                                |                                |                                |                    |                    |                    |                    |                    |                    |                             |                             |                             |                             |                             |                             |                         |                         |                         |                         |                         |                         |                                |                                |                                |                                |                                |                                |                   |                   |                   |                   |                   |                   |                           |                           |                           |                           |                           |                           |
|                               |                               |                                      |                                      |                                      |                                      |                                      |                                      |                                     |                                     |                                     |                                     |                                  |                                  |                                     |                                     |                                     |                                     |                                     |                                     |                                |                                |                                |                                |                                |                                |                    |                    |                    |                    |                    |                    |                             |                             |                             |                             |                             |                             |                         |                         |                         |                         |                         |                         |                                |                                |                                |                                |                                |                                |                   |                   |                   |                   |                   |                   |                           |                           |                           |                           |                           |                           |
|                               |                               | Ludwig VII. 1120–1180                | Ludwig VII. 1120–1180                | Ludwig VII. 1120–1180                | Ludwig VII. 1120–1180                | Ludwig VII. 1120–1180                | Ludwig VII. 1120–1180                |                                     |                                     | Eleonor von Aquitanien 1124–1204    | Eleonor von Aquitanien 1124–1204    | Eleonor von Aquitanien 1124–1204 | Eleonor von Aquitanien 1124–1204 | Eleonor von Aquitanien 1124–1204    | Eleonor von Aquitanien 1124–1204    |                                     |                                     | Heinrich II. 1133–1189              | Heinrich II. 1133–1189              | Heinrich II. 1133–1189         | Heinrich II. 1133–1189         | Heinrich II. 1133–1189         | Heinrich II. 1133–1189         |                                |                                |                    |                    |                    |                    |                    |                    |                             |                             |                             |                             |                             |                             |                         |                         |                         |                         |                         |                         |                                |                                |                                |                                |                                |                                |                   |                   |                   |                   |                   |                   |                           |                           |                           |                           |                           |                           |
|                               |                               | Ludwig VII. 1120–1180                | Ludwig VII. 1120–1180                | Ludwig VII. 1120–1180                | Ludwig VII. 1120–1180                | Ludwig VII. 1120–1180                | Ludwig VII. 1120–1180                |                                     |                                     | Eleonor von Aquitanien 1124–1204    | Eleonor von Aquitanien 1124–1204    | Eleonor von Aquitanien 1124–1204 | Eleonor von Aquitanien 1124–1204 | Eleonor von Aquitanien 1124–1204    | Eleonor von Aquitanien 1124–1204    |                                     |                                     | Heinrich II. 1133–1189              | Heinrich II. 1133–1189              | Heinrich II. 1133–1189         | Heinrich II. 1133–1189         | Heinrich II. 1133–1189         | Heinrich II. 1133–1189         |                                |                                |                    |                    |                    |                    |                    |                    |                             |                             |                             |                             |                             |                             |                         |                         |                         |                         |                         |                         |                                |                                |                                |                                |                                |                                |                   |                   |                   |                   |                   |                   |                           |                           |                           |                           |                           |                           |
|                               |                               |                                      |                                      |                                      |                                      |                                      |                                      |                                     |                                     |                                     |                                     |                                  |                                  |                                     |                                     |                                     |                                     |                                     |                                     |                                |                                |                                |                                |                                |                                |                    |                    |                    |                    |                    |                    |                             |                             |                             |                             |                             |                             |                         |                         |                         |                         |                         |                         |                                |                                |                                |                                |                                |                                |                   |                   |                   |                   |                   |                   |                           |                           |                           |                           |                           |                           |
|                               |                               |                                      |                                      |                                      |                                      |                                      |                                      |                                     |                                     |                                     |                                     |                                  |                                  |                                     |                                     |                                     |                                     |                                     |                                     |                                |                                |                                |                                |                                |                                |                    |                    |                    |                    |                    |                    |                             |                             |                             |                             |                             |                             |                         |                         |                         |                         |                         |                         |                                |                                |                                |                                |                                |                                |                   |                   |                   |                   |                   |                   |                           |                           |                           |                           |                           |                           |
| Marie von Champagne 1145–1198 | Marie von Champagne 1145–1198 | Marie von Champagne 1145–1198        | Marie von Champagne 1145–1198        | Marie von Champagne 1145–1198        | Marie von Champagne 1145–1198        | Alix von Blois 1150–1195             | Alix von Blois 1150–1195             | Alix von Blois 1150–1195            | Alix von Blois 1150–1195            | Alix von Blois 1150–1195            | Alix von Blois 1150–1195            |                                  |                                  | Wilhelm 1153–1156                   | Wilhelm 1153–1156                   | Wilhelm 1153–1156                   | Wilhelm 1153–1156                   | Wilhelm 1153–1156                   | Wilhelm 1153–1156                   | Heinrich der Jüngere 1155–1183 | Heinrich der Jüngere 1155–1183 | Heinrich der Jüngere 1155–1183 | Heinrich der Jüngere 1155–1183 | Heinrich der Jüngere 1155–1183 | Heinrich der Jüngere 1155–1183 | Mathilde 1156–1189 | Mathilde 1156–1189 | Mathilde 1156–1189 | Mathilde 1156–1189 | Mathilde 1156–1189 | Mathilde 1156–1189 | Richard Löwenherz 1157–1199 | Richard Löwenherz 1157–1199 | Richard Löwenherz 1157–1199 | Richard Löwenherz 1157–1199 | Richard Löwenherz 1157–1199 | Richard Löwenherz 1157–1199 | Gottfried II. 1158–1186 | Gottfried II. 1158–1186 | Gottfried II. 1158–1186 | Gottfried II. 1158–1186 | Gottfried II. 1158–1186 | Gottfried II. 1158–1186 | Eleonore Plantagenet 1162–1214 | Eleonore Plantagenet 1162–1214 | Eleonore Plantagenet 1162–1214 | Eleonore Plantagenet 1162–1214 | Eleonore Plantagenet 1162–1214 | Eleonore Plantagenet 1162–1214 | Johanna 1165–1199 | Johanna 1165–1199 | Johanna 1165–1199 | Johanna 1165–1199 | Johanna 1165–1199 | Johanna 1165–1199 | Johann Ohneland 1167–1216 | Johann Ohneland 1167–1216 | Johann Ohneland 1167–1216 | Johann Ohneland 1167–1216 | Johann Ohneland 1167–1216 | Johann Ohneland 1167–1216 |

## Ehen
1. ⚭ (1137, annulliert 1152) König Ludwig VII. von Frankreich

2. ⚭ (1152) Henry Plantagenet, nachmaliger König Heinrich II. von England

## Nachkommen
- (1) Marie (1145–1198) ⚭ Heinrich I., Graf von Blois-Champagne
- (1) Alix (1150–1197/1198) ⚭ Theobald V., Graf von Blois und Chartres
- (2) Wilhelm (17. August 1153–1156)
- (2) Heinrich der Jüngere (1155–1183), Thronerbe und Mitkönig seines Vaters, ⚭ Margarete von Frankreich, was faktisch zum damaligen Zeitpunkt eine Union der beiden Länder bedeutet hätte, schließlich war Philipp August noch nicht geboren
- (2) Mathilde (1156–1189) ⚭ Heinrich der Löwe, Herzog von Sachsen und Bayern
- (2) Richard Löwenherz (1157–1199), König von England, ⚭ Berengaria von Navarra
- (2) Gottfried II. (23. September 1158 bis 19. August 1186), Herzog der Bretagne, ⚭ Konstanze von der Bretagne, die letzte Nachkommin der Herzöge der Bretagne
- (2) Eleonore (1162–1214) ⚭ König Alfons VIII. von Kastilien
- (2) Johanna (Oktober 1165–September 1199) ⚭ I. 1177 König Wilhelm II. von Sizilien und ⚭ II. 1196 Raimund VI., Graf von Toulouse
- (2) Johann Ohneland (1167–1216), König von England, ⚭ Isabella von Angoulême, Sohn: Heinrich III. von England